# Escudo de Navarra
El escudo de armas de Navarra es el emblema heráldico que tradicionalmente ha identificado al antiguo reino Navarra, a sus antiguos reyes y a sus instituciones, siendo adoptado como uno de los símbolos oficiales de la Comunidad Foral de Navarra según reconoce la Ley Orgánica de Reintegración y Amejoramiento del Régimen Foral de Navarra, de 10 de agosto de 1982, que en su artículo 7.1 lo describe, del siguiente modo: 

El escudo de Navarra está formado por cadenas de oro sobre fondo rojo, con una esmeralda en el centro de unión de sus ocho brazos de eslabones y, sobre ellas, la Corona Real, símbolo del Antiguo Reino de Navarra.
LORAFNA, 7.1 Ley de Símbolos de Navarra, art. 9

Es un símbolo que «acumula toda la carga histórica de una comunidad, todo un conjunto de significaciones que ejercen una función integradora y promueven una respuesta emocional».

## Introducción
Este reconocimiento oficial del escudo de Navarra en 1982 y la regulación de su diseño gráfico en 1985, es la culminación de un largo proceso que, tras siglos de evolución y desarrollo como emblema heráldico, lleva a buscar sus orígenes a mediados del siglo XIII. Con la paulatina adopción del uso de signos y sellos reales desde el reinado rey Sancho VI de Navarra (1150 - 1194), como evidencian ejemplares conservados de sus documentos, y continuado con su sucesor Sancho VII de Navarra (1194-1234), que adoptó una figura signante en forma de un águila, se pasó a la incorporación de elementos heráldicos con la llegada del monarca champañés Teobaldo I de Navarra (1234-1253). Con este rey se gesta la señal anterior que fue difundiéndose a través de representaciones en forma de escudo defensivo donde solía detallarse el blocado y refuerzo del mismo.[cita requerida]
Este detalle gráfico con el tiempo adquirió significado emblemático y fue incorporado al código heráldico con el nombre de carbunclo, figura que representaría a los emblemas de Navarra durante toda la Edad Media. En la Época Moderna, y en paralelo con la evolución cultural de los usos heráldicos, que fueron perdiendo su significado denotativo original, el carbunclo derivó en la figura con carga simbólica de las «cadenas de Navarra», que prevaleció finalmente al quedar fijada en la memoria colectiva con un legendario episodio de la batalla de Las Navas de Tolosa de 1212.[cita requerida]
Además de su uso oficial en la propia Navarra, el blasón está extendido en otros muchos símbolos oficiales, como el escudo nacional de España y el de numerosos municipios. También representa al departamento de Pirineos Atlánticos en Francia, como símbolo del territorio histórico de Baja Navarra, y aparece asociado a las armas de diversos linajes, de manera completa, como las de la casa real de Francia o como brisura, como en el de los Zúñiga, duques de Béjar.

## Historia
Es importante destacar que el uso de escudos y banderas se hacía como una extensión real, de representación de la institución, pero en absoluto se usaban por parte de la población. El rey era el único que la usaba cuándo, cómo y dónde establecía. Esta práctica, afirma José Manuel Erbez se mantuvo así hasta el siglo XVIII y XIX cuando «se empieza a desarrollar el concepto de nación más allá del gobernante. Y la bandera empieza a identificarse no como la del rey, sino como la de los ciudadanos. De todos ellos.» En el caso de los escudos ocurre algo análogo aunque vinculado, en principio a las figuras notables de un reino (monarcas, nobles, eclesiásticos) o entidades urbanas (gremios, regidores, etc).
Con la adopción en la Europa occidental durante el segundo cuarto del siglo XII del «uso de emblemas distintivos, señales según el nombre castellano de la época», en una difusión basada más en la costumbre o moda que en respuesta a unas necesidades previas, «se forman varios grupos de señales diferenciadas entre sí por el género de significación (personal, familiar, territorial), por el modo de se utilizadas (en la enseña, en el escudo, en el sello...) e incluso por su tipología.» Será necesario un proceso posterior «de fusión y unificación» para llegar «a las armerías heráldicas tal como luego serán entendidas.»
También concurría que cuando el monarca en combate tapaba su rostro, era necesario que sus huestes lo identificaran en las batallas. Fue el escudo defensivo el elemento usado para dibujar el emblema real y, con la costumbre, «adquirió un carácter familiar al ser utilizado por sus sucesores.» Esta adopción se extendió en los reinos europeos a las cancillería reales aplicados a los sellos utilizados como signo de validación documental. Estos sellos se fueron sofisticando y empezó a «difundirse el sello de doble impronta comenzó a ser habitual situar en el anverso del escudo de armas la imagen militar ecuestre con el emblema familiar del rey o el noble, mientras que en el reverso se colocaba la señal distintiva del titular con un claro carácter territorial.» De esta manera el escudo tenía tanto un significado personal (necesario para las validaciones documentales) como territorial (identificando su jurisdicción y autoridad). Así, del mismo modo que se heredaba el territorio, se legaba el uso de los elementos heráldicos que lo componían, en origen de carácter netamente personal y se adoptaba por sus sucesores.
Así lo resumía un referente a nivel internacional en la materia, Faustino Menéndez-Pidal de Navascués, en 1996:

Los emblemas heráldicos de los reinos españoles, además de ser por su origen las armas de los reyes respectivos, tenían desde tiempos antiguos una marcada vinculación con los territorios. Por eso pudieron ser adoptados por un rey intruso primero y por el gobierno de la nación más tarde, a diferencia de lo ocurrido en la revolución francesa y en la inglesa bajo Cromwell. El hecho resulta quizá más perceptible en Navarra, después de Fernando el Católico, cuando ya no existía un titular privativo del reino. La utilización de las armas por diferentes instituciones en sellos, monedas, ediciones oficiales, edificios, hace resaltar este sentido de armas no personales, aunque mantengan una lejana significación de armas reales. La adición de las armas de Navarra a los escudos de las buenas villas se incrementa desde fines del XVI y queda ya plenamente establecida en el XVII y XVIII. Los últimos sellos del reino, anteriores a la ley paccionada de 1841, llevan la leyenda INSIGNIA REGNI NAVARRA.
Faustino Menéndez-Pidal de Navascués, Escudo y bandera. Significado territorial, 1996

### Símbolos signantes y monetales altomedievales: la cruz común a los reyes cristianos

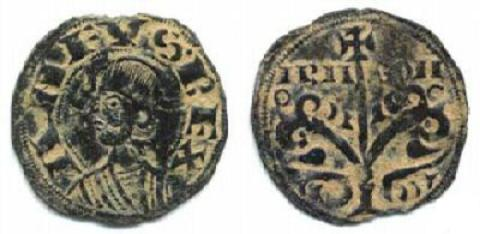
Cruz sobre asta en una moneda de Alfonso I el Batallador (1104-1134). Esta cruz denominada "arbor ad modum floris" o árbol crucífero apareció primero en Cataluña, siendo su origen bizantino y en la época moderna se relacionó con el símbolo del árbol de Sobrarbe. Tendría presencia en las monedas desde Sancho Garcés I hasta Sancho VII. Siendo común con otros reinos cristianos hispánicos.

La heráldica surgió en el siglo XIII, por lo que los monarcas anteriores no usaron emblemas de este tipo, a pesar de que en los siglos XIV y XV, según una moda de entonces, diferentes autores les atribuyeron legendariamente el uso de escudos, asociándoles emblemas de tipo parlante.
En la Alta Edad Media, la cruz fue un símbolo muy difundido en monedas visigodas, y posteriormente en las entidades surgidas en el norte peninsular del reino de Asturias, y usada muy frecuentemente durante los reinados de los primeros reyes de Pamplona. La cruz aparece también dispuesta en representaciones sobre un vástago o una asta, denominándose cruz procesional. En el contexto de los inicios de la denominada Reconquista, a la hora del combate, la cruz era portada sobre un astil por un sacerdote delante del ejército cristiano.
En el reino de Pamplona, la adopción de estos símbolos de cristiandad arrancaría en el siglo X, cuando la monarquía pamplonesa, empezando por Sancho Garcés I, inicia la expansión del reino hacia el sur. Del siglo X data un relieve encontrado en Luesia, en Zaragoza, que representa a un rey con corona triangular portando en su mano una cruz procesional. La cruz procesional aparece en las monedas acuñadas durante los reinados de García III, Sancho «el de Peñalén» y los posteriores reyes navarro-aragoneses desde Sancho Ramírez. Los primeros símbolos del reino pamplonés estarían entonces estrechamente vinculados a la noción común de pertenencia cristiana y la identidad surgida en el contexto de la Reconquista. 

### Antecedentes sigilográficos

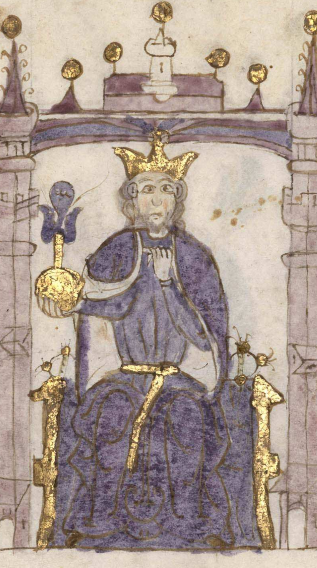
Sancho VI de Navarra - Compendio de crónicas de reyes (Biblioteca Nacional de España)

#### Los sellos de Sancho VI el Sabio.
Los estudios sigiliográfico han permitido, más allá de las leyendas tradicionales de fuerte asentamiento, trazar el origen y desarrollo de las armas de Navarra que a imagen de los emblemas de reinos vecinos, comenzaron a ser usadas hacia mediados del siglo XII.
El sello regio navarro más antiguo conservado es de 1157 y presenta por ambas caras la figura ecuestre de Sancho VI de Navarra de tipo mediterráneo (vista por su lado izquierdo), en una mano empuña una espada y en la otra una lanza acabada en un pendoncillo, está protegido por un escudo largo en forma de almendra, al estilo normando, no lleva emblemas visibles sino una bloca o refuerzo, en forma de ocho barretas radiales, terminadas en florones, que entonces carecía de valor emblemático. En esos años era el único de los cinco reyes peninsulares que usaba un sello de impronta simple frente a la doble impronta que solía estar grabado en el reverso de la representación ecuestre. Para entender el significado de esta bloca, se ha estudiado otro ejemplo conservado de 1193, donde la figura ecuestre aparece portando escudo y también lanza con pendón y cubiertas para el caballo. La observación y evidencia de estos últimos elementos, donde también se pintaban las armas pero son representados sin ninguna traza de la bloca, llevan a la conclusión de que las armas representadas son lisas. En efecto, la bloca no tiene en aquel entonces un sentido simbólico y su representación es únicamente estética, como también aparece en representaciones de sellos de Alfonso VIII de Castilla (1163) o de Ramón Berenguer, Príncipe de Aragón (1150-1160). El blocado adquiere no obstante una función emblemática más tarde, cuando es adaptado por el código heráldico con la denominación de «carbunclo» y blasonado como figura heráldica o mueble del escudo.

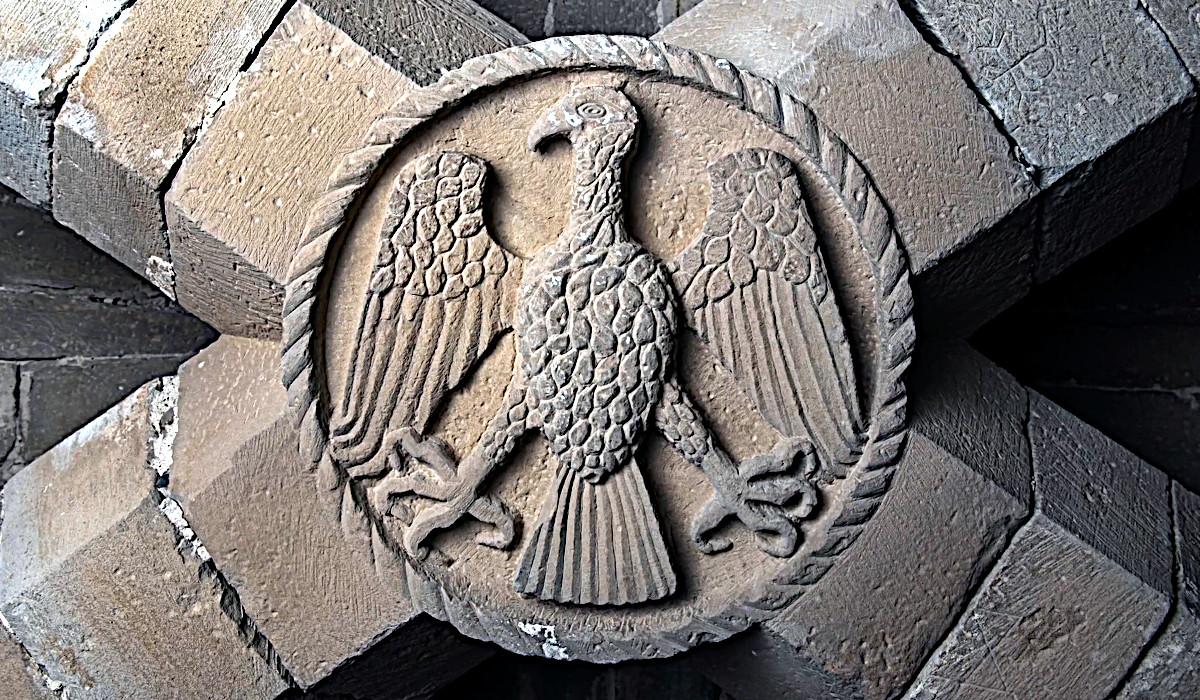
Clave con el emblema personal de Sancho el Fuerte en el penúltimo tramo de la nave central del Monasterio de la Oliva que encontró en el monarca un decidido patrocinador de las obras.

#### El águila de Sancho VII el Fuerte

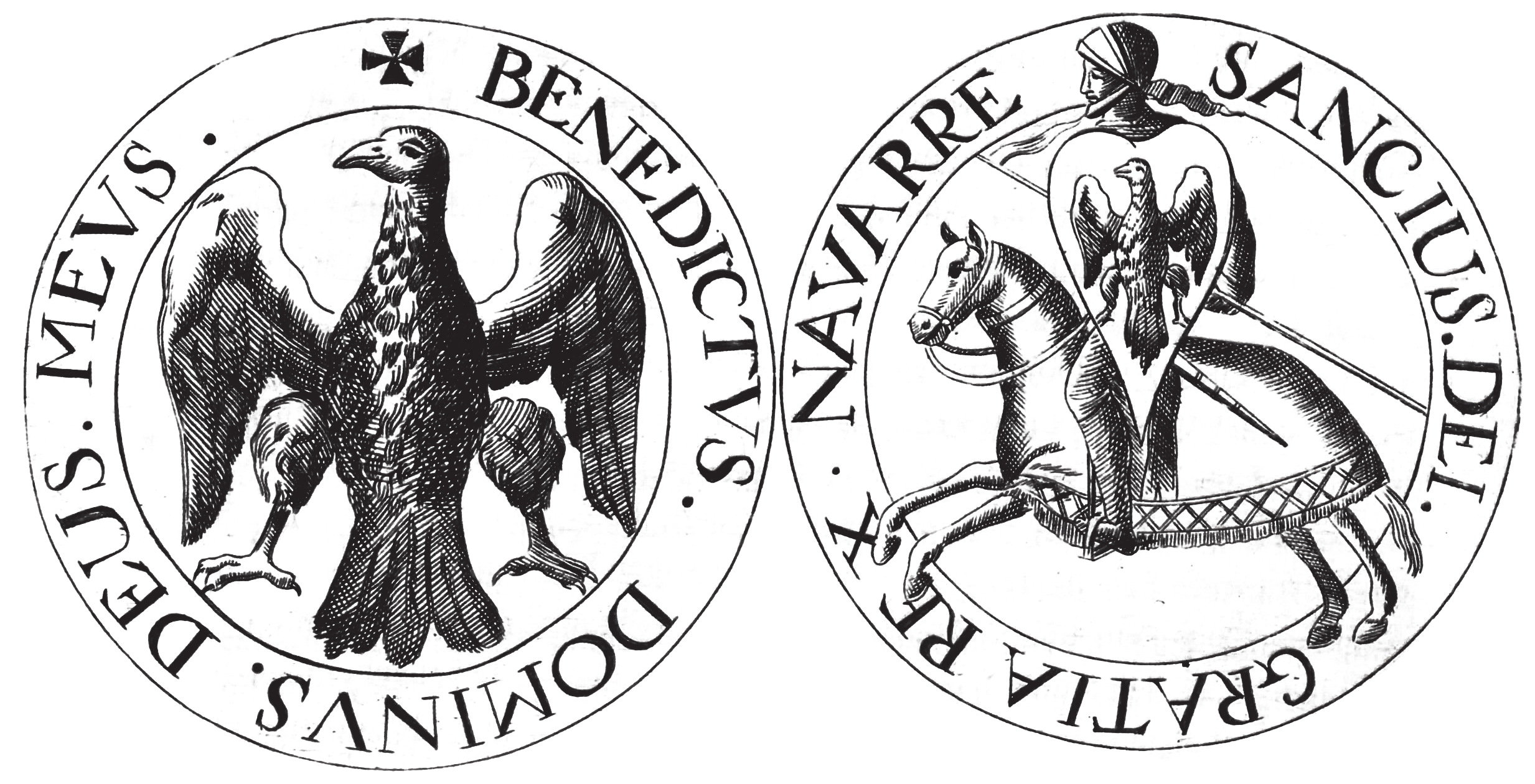
Jose de Moret, Investigaciones históricas de las antigùedades del Reino de Navarra. Pamplona 1766. Dibujo del sello utilizado por Sancho VII de Navarra entre 1196-1214.

Con Sancho VII se produjo una variación en el emblema usado por el monarca de Navarra que consistió en adoptar para su nuevo sello una figura heráldica, siguiendo por tanto la moda del código simbólico por entonces ya avanzada en las sociedades europeas y que en la península ibérica había sido usada por su abuelo, el rey de León Alfonso VII. La figura corresponde con un águila con el que se decoraron las improntas de sus sellos, la más antigua de las cuales data de 1196 y está conservada en la Seo de Zaragoza. De la misma fecha es la que aparece en el documento del Fuero de Labraza. Otra se guarda en el archivo municipal de Pamplona, fechada en 1214. En 1219 el mismo monarca firmó con el águila negra el Fuero de Viana que se conserva en el archivo municipal de la localidad. Es de especial relevancia la más moderna que se ha preservado, conservada en el Archivo de Navarra y fechada en 1225. La posterioridad de estas fechas a la de la célebre batalla de las Navas de Tolosa, permiten rebatir la difundida leyenda del origen de las «cadenas de Navarra» basada en aquel episodio, al demostrar que no hubo cambio alguno en la emblemática del soberano navarro.

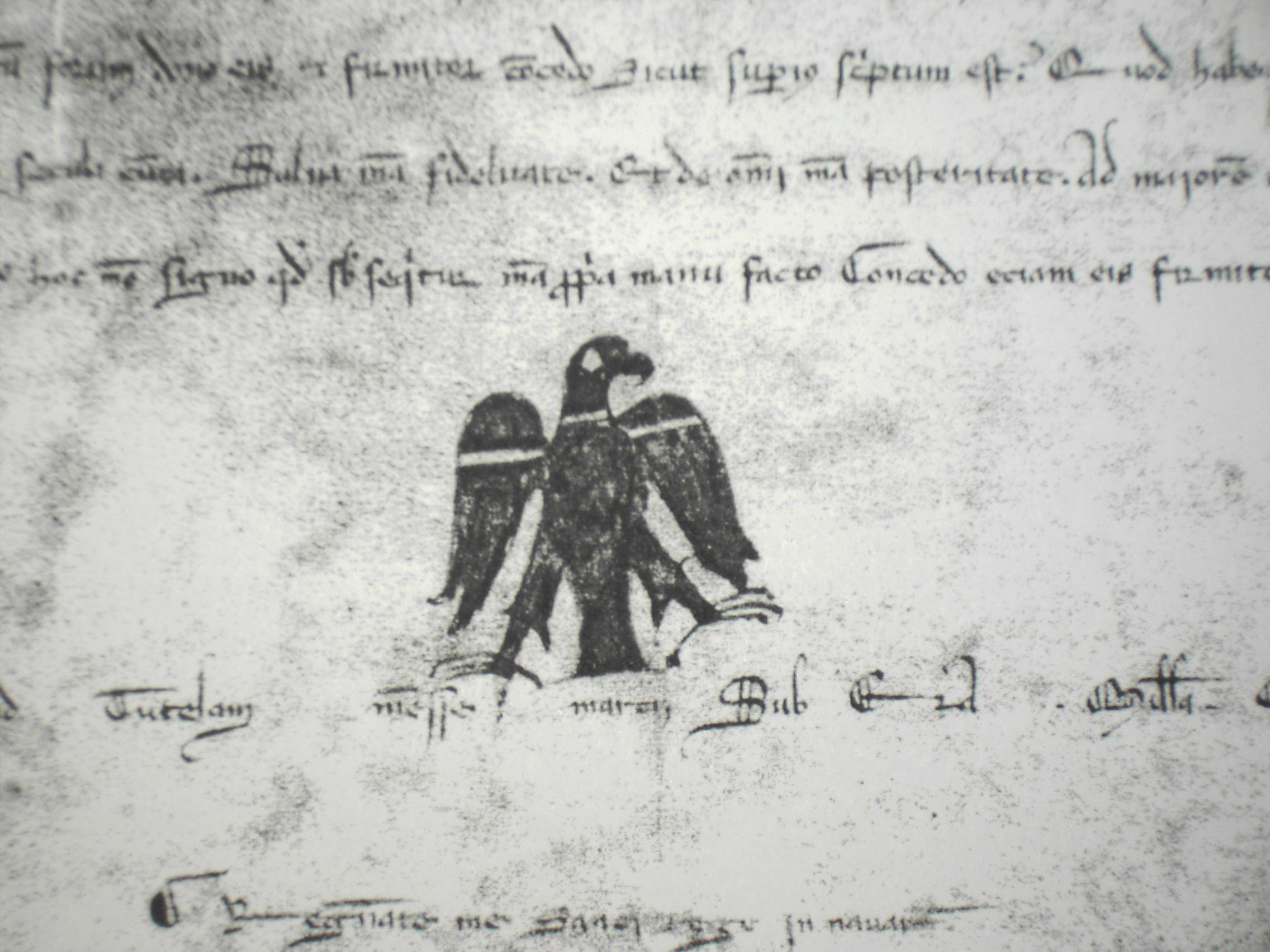
Impronta de uno de los sellos personales de Sancho VII, aquí estampando sobre un documento de 1214. Los emblemas del águila heráldica usados por Sancho serían luego conocidos como Arrano Beltza, nombre en euskera de «águila negra», y adoptados como signos de reivindicación por diferentes grupos políticos minoritarios. Este diseño en concreto, donde se perciben también unas listas blancas sobre las alas, fue adaptado a un fondo amarillo y difundido por la antigua Herri Batasuna como símbolo de su idea de unificación política de Euskal Herria.

Autores como Menéndez-Pidal de Navascués y Martínez de Aguirre relacionan el origen de la figura signante con el emblema del águila ya usado por familia de Margarita de l'Aigle, abuela de Sancho VII el Fuerte, en base a la decisiva aportación que hicieron a la ampliación del territorio pamplonés, esta opinión ya la manifestaron anteriormente autores como Oihenart y Díaz Bravo. Mientras que otros estudiosos sostienen un origen religioso comparable al de otros emblemas del ámbito hispano como el de la cruz de Sobrarbe.
Aunque no se han conservado ejemplares contemporáneos que evidencien cuales fueron los colores exactos empleados para el blasón de Sancho VII, en los documentos conservados de la impronta, el estampado se realizó con tinta negra de manera que el águila aparece con este color, por lo que este emblema popularmente se le pasó a conocer como Arrano Beltza ('águila negra' en euskera).

### SiglosXIIIyXIV: fijación de la figura emblemática

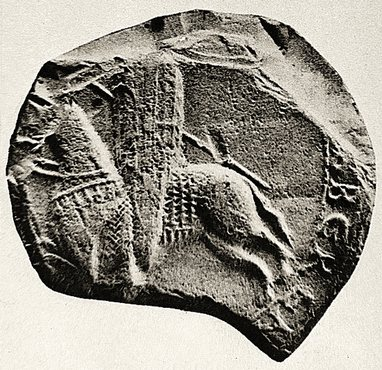
El dibujo de la bloca sobre escudos, como representación sin valor emblemático, era muy frecuente los primeros años de difusión y desarrollo del código heráldico en toda Europa Occidental. En la imagen, uno de los sellos conservados de Ramón Berenguer IV, del siglo XII, que aunque fuertemente degradado, se percibe una figura ecuestre sosteniendo un escudo en forma de almendra donde se ha grabado el emblema de los palos luego conocido como Señal Real, es decir, con significado heráldico y sobre el mismo, unas tiras radiales que son la bloca, sin ese significado. Esta característica permite deducir que el emblema de los primeros sellos de los monarcas navarros era llano, sin figura alguna.

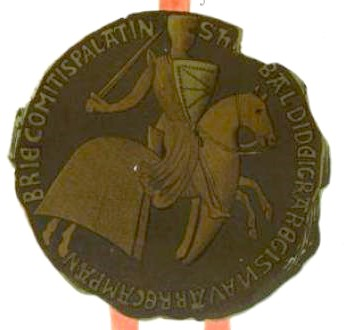
Teobaldo I tuvo que mandar hacer un nuevo sello ya que el Fuero Antiguo le exigía que tuviera uno como rey de Navarra. Para el nuevo sello prescindió del emblema del águila usada por su tío Sancho VII el Fuerte y adoptó el que usó su abuelo Sancho VI el Sabio adaptado a los modelos usados en el norte de Francia. Aunque en estos momentos los escudos que aparecían en estos soportes ya no eran de guerra sino heráldicos, la bloca solo se mostraba como refuerzo del mismo y carecía de valor emblemático como lo demuestra el hecho de que esta no aparezca en las cubiertas del caballo.

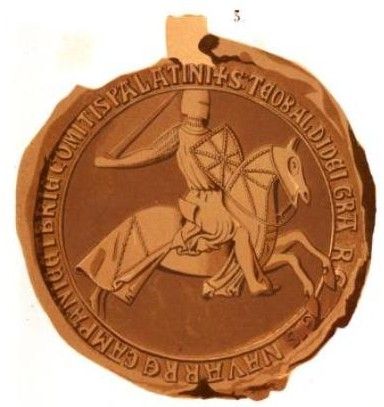
Los sellos de Teobaldo II a partir de 1259 demuestran que la bloca ya había adquirido valor emblemático, figura que en términos heráldicos se denomina carbunclo y además de aparecer en el escudo también lo hace en las cubiertas del caballo.

En 1234, tras la muerte de Sancho VII el Fuerte, el último monarca descendiente por varonía de la dinastía pirenaica, la que había regido Navarra (antes Pamplona) desde los orígenes del reino, accedió al trono su sobrino Teobaldo conde de Champaña, bajo el nombre de Teobaldo I (1234-1253), al no tener este hijos legítimos. En una de sus visitas a Navarra en 1237-1238, empieza a usar un nuevo sello, El Fuero antiguo redactado entre 1234 y 1238 alecciona al rey extranjero sobre sus deberes como «uno de los reyes de España» y les exigía que tuviera un sello y señas propios como rey de Navarra. El nuevo sello que consistía en una figura ecuestre del rey de tipo anglo francés que lleva un escudo triangular blocado y unas fuertes cubiertas del caballo en las que se aprecia bien el recubrimiento exterior de mallas. En el reverso un escudo triangular con las armas de Champaña y el grito de guerra de esta casa condal. Este sello ya venía usándolo su abuelo Sancho VI el Sabio pero Teobaldo adoptó el contenido a los sellos usuales en Francia del norte, adaptando esa figura ecuestre de tipo mediterráneo que usó su abuelo y el largo escudo en forma de almendra blocado se sustituye por un escudo triangular corto igualmente blocado. Pero la bloca carecía aún de significado emblemático; lo adquiriría más tarde al convertirse en figura heráldica. Resalta la decisión de abandonar las armas anteriores que fue el águila, no la de emplear unas nueva. Es muy probable que ni se pensó en unas nuevas armas en el momento de grabar la matriz, solo en tener un sello como rey de Navarra cumpliendo con lo establecido en el Fuero Antiguo. La norma se dirige a la conservación de la identidad del reino ante el peligro de que quedara incluido o diluido en otra entidad política. Para ese sello, se tomó como modelo el empleado por Sancho VI el Sabio. Teobaldo I probablemente quiso con ello suavizar la sucesión un tanto forzada (no se cumplió el testamento de Sancho VII el Fuerte), procurando la continuidad de la imagen de su abuelo mediante el sello, que era el medio de trasmisión con mayor difusión de los entonces en uso.
Sin embargo en 1234-1237 los escudos representados en las figuras ecuestres de los sellos ya no eran de guerra, si no heráldicos, porque ese escudo de guerra que figuraba en la figura ecuestre, fue tomado como escudo del rey de Navarra. El escudo comenzó a utilizarse en otros lugares y la bloca acabó por considerarse inseparable y en consecuencia de valor emblemático. Cuando esta bloca carecía de valor emblemático, el único elemento diferenciador del escudo era el color rojo, que podría describirse de gules (rojo) plano (sin ninguna figura). Los autores antiguos atribuyen este color a un supuesto color emblemático del reino. En los sellos de Teobaldo II a partir de 1259, la bloca ya ha adquirido valor emblemático, es la figura que en heráldica se denomina carbunclo. Esto lo demuestra el que esta figura aparece también en las cubiertas del caballo de la figura ecuestre del sello, que antes aparecía lisa.

#### Difusión y los nombres del emblema

Armas de los reyes de Navarra, de la dinastía Evreux. El diseño mostrado reproduce el escudo sencillo que aparece en las armerías personales completas de Carlos III según el Armorial de Gelre de finales del.

A través de los miembros de la nueva dinastía, las armas de Navarra alcanzaron muy pronto una gran difusión en Europa. Los condes de Champaña se encontraban entre los principales feudatarios del rey de Francia. Más tarde cuando el condado pasó al dominio directo del rey de Francia, las armas partidas de Navarra y del condado de Champaña llegaron a figurar junto a los reales, como evidencia el sello del Châtelet, conservado en la presbotería de París. La figura de la bloca trasladada al repertorio heráldico se denominó charboucle o escarboucle, luego adaptado a carbúnculo del idioma francés, lengua de la cual procede la mayor parte del léxico heráldico. Con este término fueron blasonadas las armas de Navarra en los armoriales europeos desde la segunda mitad del siglo XIII, cuyas referencias más antiguas son del periodo de 1275 a 1285, en armoriales franceses e ingleses, y que añaden algún adjetivo para describir los discos o botoncillos que se representaban de Teobaldo II, como charboucle besancié, por su analogía con la figura de los besantes o bezantes. El carbunclo, sinónimo de rubí, era en el lapidario medieval una piedra que se imaginaba luminosa en la oscuridad. El condado de Würzburg, al describir las armas de Navarra, lo describe como un rubí rojo, aunque a finales del siglo XIV, el color se trocará en esmeralda verde. En el armorial llamado Urfé, creado entre 1360 y 1370, se blasona las armas de Navarra de la siguiente manera:

de Navarre: de gules a les carboucle d'or pommelee alumee de sinople en lamoyenne en guise désmeraude (de gules (rojo) un carbuclo de oro pomelado iluminado de sínople (verde) en el medio a manera de esmeralda).

Como en las lenguas peninsulares no se había fijado un lenguaje heráldico específico en el siglo XIII, en el lenguaje ordinario se le dieron diversos nombres a las armas de Navarra. En el catalán de finales del siglo XIV, se les denominó «marro» por semejanza a este juego infantil; En Castilla en el siglo XV, El marqués de Santillana las describe poéticamente en la Comedieta de Ponza una tarja con las armas de Navarra como:

amarilla gema pomelada... e cada qual poma de nudos ligada, de verde carbuclo al medio esmaltada

. 
Carbunclo, marro, pomas o, más tarde cadenas, son todos nombres de otros objetos que se aplican a las armas de Navarra por mera semejanza formal. Faustino Menéndez-Pidal de Navascués considera que probablemente nadie se hacía la pregunta en los siglos XIII y XIV de qué objetos representaban esas armas aunque estima que el cambio de nombre de Carbunclo a cadenas debió forjarse en tiempos de Carlos III de Navarra. Conviene aquí distinguir dos aspectos: por un lado el nombre de cadenas para referirse a la figura heráldica y por otro, la difusión del relato posteriormente sobre el origen de estas en la batalla de las Navas de Tolosa.

#### Armas de los reyes de Navarra
Entre 1234 y 1512 las armas de Navarra figuraron combinándose con otras armerías de sus reyes, existiendo pocas manifestaciones en que aparezcan las cadenas solas. Las circunstancias históricas pusieron en el trono de Navarra a una dinastía que tenía importantes posesiones en el reino francés (los condes de Champaña) después los propios reyes de Francia de la dinastía de los Capetos, más tarde una rama de estos (los Evreux) y después a un infante aragonés de familia castellana (Juan II) que fue rey de Navarra y Aragón para terminar con los herederos de los condados de Foix y Albret. Las combinaciones de las armas de Navarra con otras armerías durante este periodo fueron las siguientes:
|  | Armas de Navarra-Champaña (1234/1259-1284) Parte el escudo de Navarra con las armas de Champaña, De azur y una banda de plata contornada de dos cotizas de oro. ambos se encuentran dimidiados. |
|  | Armas de Navarra-Francia (1285-1328) Armas de los reyes Navarros de la dinastía Capetiana desde Felipe I el Hermoso hasta Carlos I el Calvo (1285 - 1328). En su contrasello como rey de Navarra, combina las armas de Francia formadas por un sembrado de flores de lis en campo de azur con las de Navarra, poniendo las primeras en lugar preferente. En algunas ocasiones se emplea un cuartelado con las armas de Francia, Navarra, Champaña y Borgoña que desaparecieron definitivamente tras unir Felipe el Largo Champaña y Bría a la Corona Francesa. |
|  | Armas de Navarra-Evreux (1328-1425) Armas de los reyes de Navarra de la dinastía Evreux desde Juana II casada con Felipe de Evreux hasta Carlos III el Noble (1328 - 1425). Cuartelado de Navarra y Evreux estas últimas armas son las armas reales de Francia diferenciadas por una cotiza componada de gules y plata. Durante el reinado de Juana I, hubo variantes en donde las armas de Evreux se ponían en un lugar preferente. |
|  | Armas de Juan II de Aragón y Blanca I como reyes de Navarra (1425 - 1479) Tras enviudar Blanca I de Martín de Sicilia contrajo matrimonio con el infante Juan de Aragón (1420), partiendo sus armas con las de su marido. Cuartelado en aspa de Aragón, Castilla y León. Existe múltiples variantes, como la de poner las armas de Navarra y Evreux en un cortado o cuartelado, así como algunas erróneas que parten las armas de Navarra y Evreux con las de Sicilia. También fueron las armas de los reyes titulares Carlos de Viana y Blanca II y en estos caso existe la variante de poner el escudo terciado en pal 1º dimidiado de Aragón, 2.º Cuartelado de Navarra y Evreux y 3.º partido dimidiado del cuartelado en aspa de Aragón, Castilla y León. |
|  | Armas Navarra-Foix (1479-1483) Leonor, combina las armas Navarro-Aragonesas heredadas de su padre, con las de su marido Gastón IV de Foix en pal, dando lugar al siguiente blasón: 1.º Cortado de Navarra y Evreux. 2.ºcuartelado de Foix y Bearne, sobre el todo Bigorra; 3.º Cuartelado en aspa de Aragón, Castilla y León. En su signeto resumía mediante un cuartelado de Navarra, Foix, Bearne y Evreux y sobre el todo Bigorra. Francisco Febo (1479-1483) dispuso las armas de la siguiente manera: 1.º Cuartelado de Navarra, Foix, Bearne y sobre el todo Bigorra; 2.º cuartelado en aspa de Aragón, Castilla y León. |
|  | Armas Navarra-Foix-Albret (1483-1512) Catalina de Foix y Juan III de Albret, acentúan la simetría del terciado en pal, no respetando el orden de los cuarteles. Emplean en sus sellos y otras manifestaciones un escudo partido de dos trazos y cortado de uno: 1.º Navarra, 2.º Albret, 3.º Foix, 4.º Bearne, 5.º Evreux, 6.º Cuartelado en aspa de Aragón, Castilla y León; sobre el todo el escusón de Bigorra. La complejidad de este escudo hace que los reyes en signetos u otros soportes simplifiquen bien usando el cuartelado Navarra, Evreux o el de Navarra, Foix, Bearne, Evreux con escusón de Bigorra. |

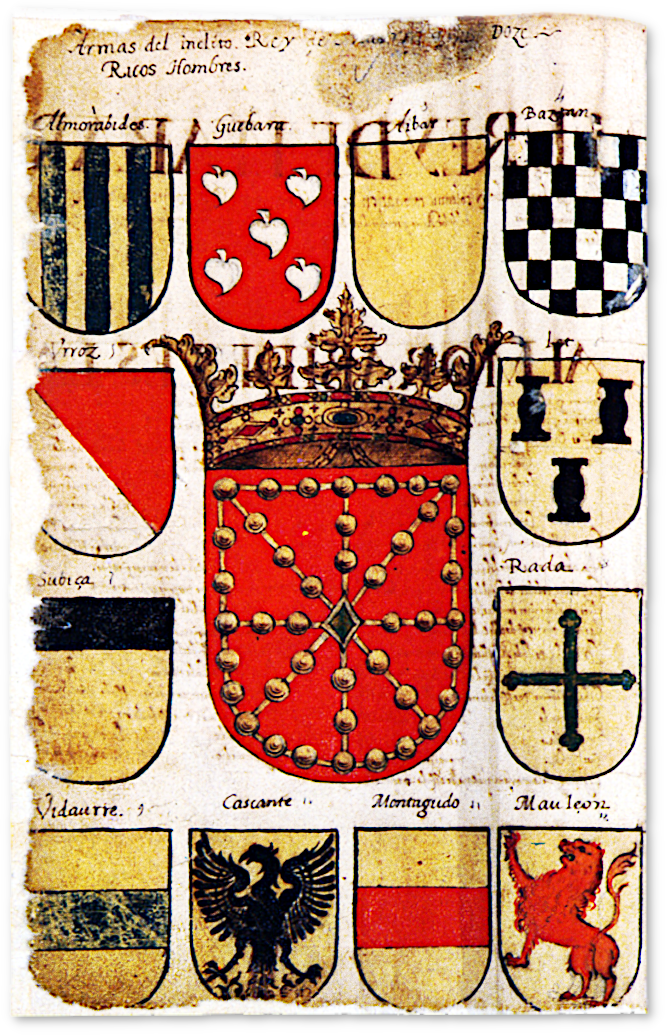
Libro de Armería del Reino de Navarra (AGN, fol 2v)

#### De bloca a cadenas: Evolución formal
Durante el siglo XIII la bloca, que se veía y descubría como carbunclo, emprendió su evolución formal hacia lo que más adelante se considerarán «las cadenas». Si con Teobaldo I había estado formada por listeles o barretas lisas que irradiaban del centro (en aspa y cruz) para encontrarse con otras que recorrían el contorno del escudo, con Teobaldo II se consagran ya los tachones a lo largo de dichos listeles. Entonces estos se dibujaban en gran número, en forma de perlado, o al menos con varias semiesferillas en cada tramo. En cuanto al centro, se adornaba de muy distintos modos: desde un simple remache, hasta flores de lis como se puede ver en los capiteles de la Catedral de Tudela. Además también se solían poner: anillos, cuadrifolios, cudrilóbulos, etc.; y, sin embargo, ninguna de las soluciones hace pensar en un rubí (carbunclo) o en la esmeralda que más tarde será representada, ni tampoco en los eslabones de una cadena. Durante el siglo XIV se dará una progresiva disminución en el número semiesferillas. Quedarán los de los encuentros de los radios con la orla y dos o uno en cada tramo intermedio. Es a partir de tiempos de Carlos III, en el frente del coro de Ororbia (y en la bóveda del coro de Orendáin de incierta cronología), cuando algún diseño de dichos ensanchamientos empiezan a recordar a la unión de eslabones. No obstante a lo largo de toda la Edad Media, predomina las baritas unidas en ensanchamiento, botones o semiesferillas en número aleatorio. En cambio desde el siglo XVI se irá abandonando este diseño tradicional de remaches o globulillos unidos por barritas para aparecer como la sucesión de los eslabones de una cadena, bien sea de forma más o menos redonda o elíptica, bien sean los más parecidos a los conservados en Roncesvalles e Irache. Pero en ningún momento se abandona de forma definitiva ninguna de las soluciones: Los dibujantes del Libro de Armería del Reino de  Navarra, por ejemplo, prefirieron mantener el diseño tradicional sin eslabones.
|  |

### SigloXV: conformación del mito de las cadenas e incorporación a la memoria colectiva navarra

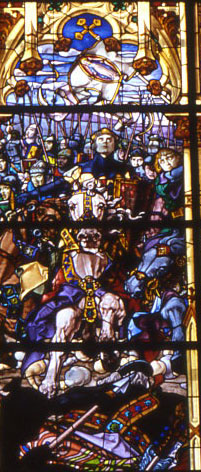
Sancho VII «el Fuerte» de Navarra en la batalla de las Navas de Tolosa (vidriera de la capilla de San Agustín en Roncesvalles esta vidriera se hizo con motivo del VII centenario de la batalla en 1912

El 16 de julio de 1212 tuvo lugar la batalla de Las Navas de Tolosa, en las cercanías de esta localidad jienense, en cuyo combate resultó victorioso un ejército cristiano convocado con el espíritu cruzado y encabezado por Alfonso VIII «el Noble» de Castilla, Sancho VII «el Fuerte» de Navarra y Pedro II «el Católico» de Aragón, sobre el ejército del Imperio almohade comandado por el califa Muhammad An-Nasir. Según mencionan fuentes contemporáneas, Sancho el Fuerte tuvo una participación decisiva en la victoria, y como parte del botín de guerra llevó de vuelta a Navarra varios fragmentos de una cadena [cita requerida], de los cuales todavía se conservan ejemplares en Roncesvalles y en el Palacio de Navarra, procedentes estos del Monasterio de Irache. En crónicas y poemas de los siglos XIII y XIV se evoca el ímpetu guerrero de Sancho, como en la obra de Guillermo de Tudela y en el poema de Guilhem Anelier sobre la guerra de la Navarrería. Este poema occitano escrito a raíz de los sucesos de 1276, incluye la primera referencia conocida a la ruptura de las cadenas. Anelier alaba la valentía del monarca, su manejo de la maza, «(...)Veríais al rey con su maza agitar de tal forma que el que hería no había forma de curarlo», y su decisión de lanzarse al ataque, y atribuye a toda la tropa cristiana el asalto decisivo al puesto de mando del califa An-Nasir, apodado «Miramamolín el Verde», que tuvo que huir una vez desbordada la línea defensiva formada por soldados esclavos encadenados alrededor de su tienda. A partir del siglo XV, fue conformándose una nueva variante del relato, según la cual en ese momento decisivo de la lucha, fue el mismo Sancho el Fuerte quien rompió con su espada la cadena, arrebatando además del turbante del califa una esmeralda que lo adornaba.
De interés para la cuestión del emblema de Navarra es la incorporación de esta versión a la explicación que los cronistas y estudiosos del siglo XV dieron sobre el origen del escudo de Navarra, afirmando que Sancho decidió entonces cambiar su emblema del águila por el de unas cadenas para conmemorar ese episodio. Esta versión del origen del escudo navarro con el tiempo alcanzó gran difusión elevándose a la categoría de mito legendario e incorporada a la memoria cultural colectiva de Navarra, aunque ha sido refutada por las evidencias sigilográficas y el estudio del contexto histórico del desarrollo de los emblemas heráldicos. También en el estudio de documentos se constata cómo a partir del siglo XV van surgiendo las descripciones de blasones aludiendo a las «cadenas», en lugar de «rayos de escarbunclo», que con el tiempo habría de prevalecer.

Así, el documento más antiguo conservado es el Privilegio de la Unión, otorgado en 1423 por Carlos III el Noble a la ciudad de Pamplona, y que supuso la unión de sus burgos, que en su capítulo XV establece la forma que tendrán el pendón y las armas de la Ciudad de Pamplona: 

(...) de las quales el campo será de azur, et en medio abrá un leon pasant, que será dargent, et habrá la lengua et huynas de gueulas; et alrededor del dicho pendon habrá un renc de nuestras armas de Navarra, de que el campo será de gueulas, et la cadena, que irá en derredor, de oro, et sobre dicho leon, en la endrecha de su esquina, habrá en el dicho campo del dicho pendon, una corona real de oro...
Capítulo XV del Privilegio de la Unión

Escudo de armas de la ciudad de Pamplona, concedido por Carlos III en 1423.

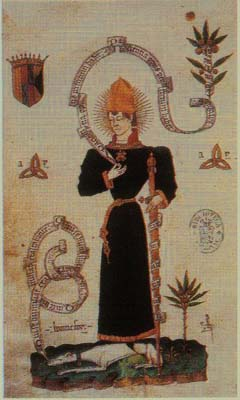
Retrato de Carlos de Viana. Este retrato póstumo muestra un escudo terciado (a la manera aragonesa) con las armas de su padre. En la combinación vemos las armas de Aragón, León, Navarra y Evreux. Le acompaña las divisas del lebrel, el castaño, el lazo triple así como diersas sentencias y el monte bonne foy. Destellos alusivos a su santidad enmarcan la cabeza.

El Príncipe Carlos de Viana se hace eco de la leyenda de las cadenas que adornan el escudo de Navarra en su Crónica de los Reyes de Navarra, escrita entre 1453 y 1455: 

Y el rey (Sancho el Fuerte) de Navarra tomó el encadenado de los camellos y de las tiendas y conquistó las cadenas por armas, y las asentó sobre las aristas con un punto de sinople en medio
Carlos, Príncipe de Viana.

Igualmente, al narrar el reinado de Teobaldo I de Navarra, afirma: 

E llevó por armas, este rey Don Teobaldo, dichas cadenas, partido el escudo en palo con las armas de Champaña, que son el campo de azur con una banda de plata en una parte y de oro en la otra.
Carlos, Príncipe de Viana.

Según la tradición, fragmentos de las cadenas del botín de Sancho fueron a parar a diversos lugares como la Catedral de Pamplona o a la entonces Colegiata de Tudela, donde habrían sido remodeladas, así como a Logroño y Santo Domingo de la Calzada. También la leyenda dice que la esmeralda habría sido llevada a la Real Colegiata de Santa María de Roncesvalles, pero un estudio gemacológico ha concluido que la piedra allí conservada procede de Colombia.

### Siglos XVI a XIX

Escudo de Fernando el Católico a partir de 1513, cuando se proclamó rey de Navarra. El emblema de Navarra se ubicó en los cuarteles correspondientes a la Corona de Aragón, partido con los palos de Aragón.

La conquista de Navarra en 1512 significó un definitivo giro en el devenir histórico del reino. La nueva situación de origen bélico había de hallar acomodo jurídico y su correlato simbólico (titulaciones, sellos, emblemas). Fernando el Católico se tituló inicialmente depositario de la corona de Navarra y del señorío o mando de él, titulándose rey de Navarra en 1513 y aunque inicialmente su intención era agregar Navarra a la Corona de Aragón (según prueba documentación de 1514), finalmente la agregó a la de Castilla en 1515. Esto explica la ubicación de las armas de Navarra en los cuarteles correspondientes a la Corona aragonesa, concretamente figuraron partidas con las armas de Aragón. Hay dos ejemplos de escudos de los Reyes Católicos en el presbiterio de la Catedral de Pamplona. Esta ubicación en el escudo continuó hasta el reinado de Carlos I. El hecho de que perdurará la unión Castellanoaragonesa posibilitó que esta ubicación fuera reconsiderada, pero en vez de reubicarlas fueron omitidas en muchas representaciones fuera de Navarra.

#### Afirmación de la identidad: Las armas del reino
Mientras que durante la Edad Media predominaba la presentación de las armas reales y pocas veces aparecían las cadenas solas, a partir del siglo XVII se irá consolidando el uso de las armas del reino como signo de identidad diferenciadora. Estas aparecerán en todas las recopilaciones de leyes navarras, las comunicaciones e instrumentos emanados de organismos propios, las monedas aquí batidas, los ricos objetos utilizados en sesiones por las Cortes o la Diputación del Reino (Urnas y mazas de plata), las publicaciones sobre la historia del reino, etc. En todos ellos aparecen las cadenas solas que cada vez son representadas de una forma más realista. En el libro moderno de escudos del reino, armorial manuscrito del siglo XVII viene encabezado al igual que el Libro de Armaría de Navarra por el escudo de Navarra pero en lugar de atribuirse al inclito rey de NaBarra se atribuye al Yltmo Reyno de Navarra

Armas completas de Carlos I. Dentro de su compleja composición, las armas de Navarra fueron dispuestas bajo el cuartel de Aragón, arreglo ya empleado por su abuelo Fernando el Católico. Este escudo es empleado por el ayuntamiento de Villaviciosa, en Asturias, en recuerdo del desembarco del monarca en esta villa para su proclamación en España.

#### Siglos XVI a XVIII: Uso por los reyes de España

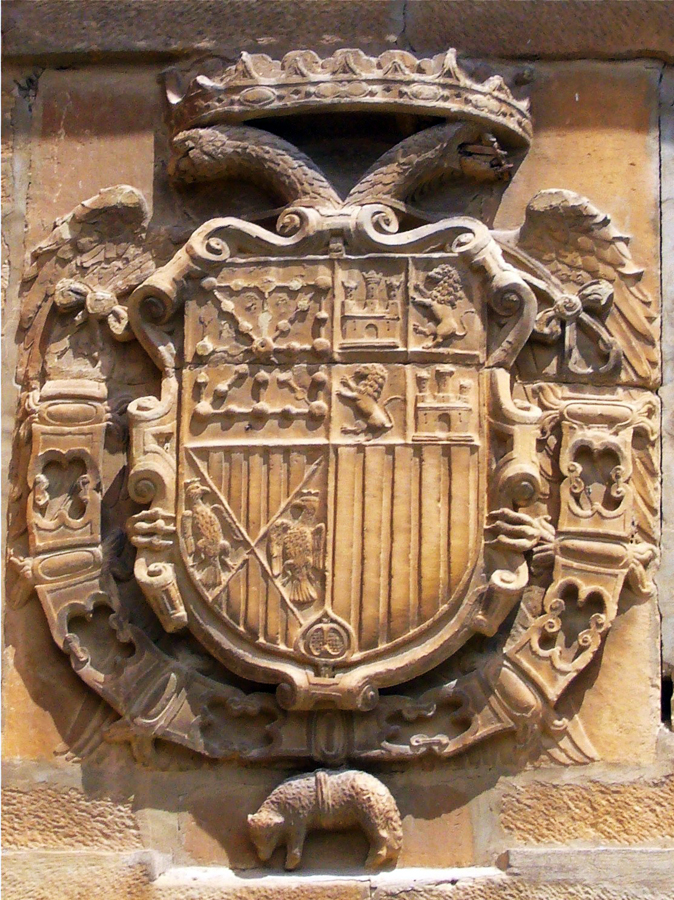
Labra heráldica conservada en la muralla de la villa de Viana con un escudo simplificado de Carlos I de España, donde las armas de Navarra ocupan una posición preferente en el conjunto, Esta disposición peculiar, era prácticamente inexistente fuera de Navarra.

Carlos I incorporó las armas de navarra a su complejo escudo aunque en sus versiones necesariamente simplificadas y que alcanzaron mayor difusión, se omitieron los cuarteles con las Armas de Navarra junto con las de Hungría y Jerusalén. Este modelo sencillo adquirió carácter oficial al ser reproducido habitualmente en sellos y monedas por todos los reyes de la casa de Austria. La preocupación de los navarros se dirigió a reivindicar la permanencia de las armas de Navarra en cualquier escudo real y se insistía en que habían de figurar en todas aquellas comunicaciones y figuraciones dirigidas a Navarra. Por ejemplo en el sello de la Cancillería Real de Navarra usado en Navarra por la real corte llevaba las mismas armas que los sellos de Fernando el Católico cuarenta años después de haber fallecido este rey, con su nombre en la leyenda. 
El siguiente sello abierto a nombre de Felipe II, que seguía el modelo general omitiendo las armas de Navarra, motivó una petición de reparo en las Cortes de Sangüesa de 1561. El rey mando que se pusieran las armas de Navarra en escudos de armas, pendón y estandartes donde el emperador Carlos I las solía tener. En 1586 se aclaró que ese lugar era tras las armas de Castilla y que sin duda se refería a después del cuartelado de Castilla y León, pero la frase se interpretó de forma literal y las cadenas sustituyeron a los leones y estos se desplazaron junto al cuartel de Aragón. Quejas semejantes continuaron en el reinado de Felipe IV y nuevas leyes de las Cortes de Navarra (1646, 1652) confirmaron que las armas de Navarra se incluyan después de las de Castilla en los lugares antedichos y también en las cotas de malla de los maceros de su Majestad.

#### Uso por los reyes de Francia

Escudo del rey de Francia y Navarra oficial desde el fin de las Guerras de Religión de Francia hasta 1789 aproximadamente, con la abolición del Reino de Navarra (Baja Navarra) y la proclamación de Luis XVI como Rey de los franceses.

Las armas de los reyes de Francia desde finales del siglo XII se representaron por un sembrado de flores de lis sobre fondo azur, que desde finales del siglo XIV fue simplificado para representar a flores dispuestas dos y una. A partir de 1589, cuando Enrique III de Navarra fue proclamado Enrique IV de Francia, las armas de los reyes se representaron con un partido de Francia y de Navarra. Estas armas estuvieron en uso hasta 1789, aunque a partir del reinado de Luis XIV de Francia (1643-1715) las armas navarras se incluían con menor frecuencia. Nuevamente fueron empleadas entre 1814 y 1830, aunque con la eliminación oficial de las armas navarras. Aun así estas eran incluidas a veces.
Una forma muy habitual de representar las armas reales francesas, fue poniendo dos escudos acolados (uno junto al otro). Uno con las lises tradicionales francesas y otro con un peculiar diseño del carbunclo. En Francia el emblema de Navarra se blasonó como rayos de carbunclo (rais d'escarbouncle), y desde el siglo XVII como cadenas. El carbunclo, que normalmente tenía la orla cuadrada, se solía acompañar de un segundo cuadrángulo interior. A partir del reinado de Luis XIV, primaron las representaciones con las lises únicamente.

#### Integración en el escudo nacional de España
Durante el siglo XVIII habían prescindido de las armas de Navarra la mayor parte de los escudo de la monarquía española elaborados fuera de Navarra.
La instauración de la dinastía bonapartista en la figura de José I de España supuso la creación de unas nuevas armas que con el tiempo se revelarían ser el embrión del modelo de escudo nacional, es decir, representativo de la nación y no ya de la dinastía reinante. El primer blasón nacional quedó aprobado por el Gobierno provisional en 1868 tras un informe emitido por la Real Academia de la Historia y a pesar de algunas modificaciones, principalmente en timbres y ornamentos exteriores, fue prácticamente usado desde entonces por todos los regímenes que luego sucedieron, ya fuera como armas completas, como durante la Segunda República, en las versiones simplificadas durante el régimen franquista o incorporando el escusón de la casa de los borbones de España, desde 1981.

Escudo de José I de España (1808-1813).[f]
Escudo propuesto por la Real Academia para el Gobierno Provisional en 1868.[33]
Escudo adoptado por la Primera República
Escudo de Amadeo I
Escudo durante la Restauración
Escudo adoptado por la Segunda República
Escudo durante el régimen de Franco, versión abreviada.
Escudo nacional de España establecido en 1981

### «Oficialización» del símbolo en 1910

Reproducción de diseño de escudo presentado en el acuerdo de 22 de enero de 1910 que regulaba la descripción del escudo y sus elementos integradores tras casi siete siglos de historia. Los eslabones de las cadenas se dibujaron directamente inspirados de los fragmentos históricos conservados en el Palacio de Navarra, provenientes de la donación de Sancho VII de Navarra al Monasterio de Irache.

El modelo oficial y la descripción de los elementos integradores del escudo de Navarra, fueron regulados por primera vez el 22 de enero de 1910. El contexto político estaba impregnado por la «eclosión de los emblemas identitarios en nuestro país, cuando nacieron la ikurriña y la senyera, y frente a ellas se trató de "nacionalizar" la propia enseña rojigualda dándole una mayor visibilidad.» Hasta entonces el escudo de Navarra aparece en distintos objetos, libros y documentos con notables diferencias, tanto en lo respectivo a su figura general, como a las piezas del blasón. Con la determinación de su forma, que en conjunto y en detalle debe tener el mencionado escudo y todo ello con arreglo a los antecedentes históricos, se quiso eliminar en lo sucesivo dichas diferencias. Esta aprobación se efectuó dentro de los preparativos del séptimo centenario de la batalla de las Navas de Tolosa, iniciados un año antes por la Comisión de Monumentos de Navarra. La Diputación Foral, aprobó además del modelo oficial del escudo, el de la bandera de Navarra, todo ello el 15 de julio, tras la consulta a tres miembros honorables de dicha Comisión: Arturo Campión, Julio Altadill y Hermilio de Oloriz. El acuerdo reconocía que:

El escudo de Navarra, tiene como elementos esenciales cadenas de oro sobre fondo de gules con una esmeralda en el centro de unión de los ocho brazos de eslabones.

Al acuerdo se adjuntaba un dibujo en el que los eslabones de las cadenas se representan tal y como son las conservadas procedentes de aquella batalla. También incluía una corona real, de la cual no decía nada el acuerdo. El uso del escudo ya había sido regulado en 1900 por la Diputación Foral de Navarra, autorizándose su uso a instituciones, sociedades y particulares que solicitasen permiso y pagasen una tasa de 250 pesetas. Esta tasa ascendió a 1000 pesetas en 1919 y restringieron su uso mercantil permitiendo su uso solo a las casas navarras. En 1927 (BON 19 de agosto) se redactó un reglamento más completo sobre su uso.
Hay que señalar que las cadenas que figuran en el escudo de España, sin embargo, responden a un diseño anterior, y por eso sus eslabones no son alargados, sino ovalados.

### Escudo durante la Segunda República

Escudo de Navarra según la modificación aprobada en el acuerdo del 8 de junio de 1931, pocos meses después de proclamarse la Segunda República. Con el acuerdo se sustituyó la corona real por la mural.

Tras la proclamación de la Segunda República el 14 de abril de 1931, tuvo lugar una nueva regulación del escudo de Navarra. El 12 de junio de 1931 fue publicado en el Boletín Oficial de la Provincia de Navarra el acuerdo del 8 de junio por el cual la Diputación ordenó «la sustitución del timbre de la corona real por una corona mural en todos los signos oficiales de la provincia en los que figurase el escudo, a imitación del cambio operado por el escudo nacional» y, con ello, siguiendo los pasos del Gobierno provisional de Niceto Alcalá-Zamora, que ya había ordenado el mismo cambio para con el escudo nacional.

### Escudo de Navarra (1937-1981)

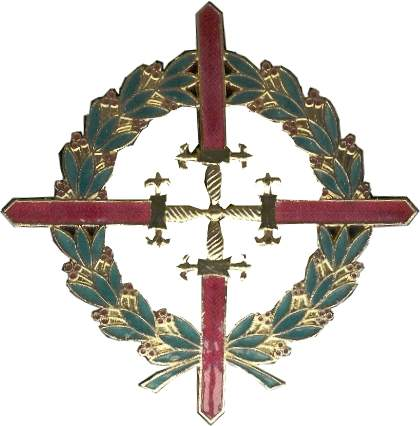
Insignia de la Cruz Laureada de San Fernando, la más alta de las condecoraciones militares de España, aunque su uso por los militares sublevados durante la Guerra Civil llevó al gobierno republicano la creación de la Placa Laureada de Madrid para distinguir a los miembros del Ejército Popular Republicano. La laureada de San Fernando fue concedida a la por entonces provincia de Navarra por decreto de Francisco Franco, en 1937, durante la Guerra Civil.

Durante la guerra civil española (1936-1939), el blasón navarro resultó nuevamente modificado. Navarra fue uno de los territorios que permaneció desde el Pronunciamiento del 17 y 18 de julio de 1936 bajo el control de los partidarios del bando sublevado. Restablecida la Diputación, esta ordenó el 18 de marzo de 1937, que se recuperase el diseño del escudo de Navarra con las características que tenía con anterioridad a la proclamación de la República, es decir, el que tenía desde 1910, «con corona real cimada con la cruz», expresaba jubilosamente el Diario de Navarra (4 de abril). El acuerdo acababa de publicarse en el Boletín Oficial de Navarra con fecha 2 de abril, dándose la circunstancia de que el dibujo figuraba en sus páginas con la corona real (el acuerdo de 1910 ni siquiera se incluyó y el de 1931 se publicó sin dibujo). 
Meses después, Francisco Franco, designado ya Jefe del Estado, firmó el Decreto número 411, de 8 de noviembre de 1937, por el que se otorgaba a la entonces provincia de Navarra «(...) en recuerdo a las gestas heroicas de Navarra en el Movimiento Nacional y homenaje a quien tan reciamente atesora las virtudes de la raza (...)» la distinción de la Cruz Laureada de la Real Orden de San Fernando (...) que desde hoy deberá grabar en sus escudos.

Escudo de Navarra con la Cruz Laureada de San Fernando. Tras la concesión del emblema a la provincia de Navarra en noviembre de 1937, la Diputación presentó un nuevo diseño del escudo con dicha cruz en diciembre del mismo año.

El emblema de la cruz de la Orden de San Fernando, constituida por las Cortes de Cádiz en 1811, era la más alta distinción por hechos militares que se otorga en España pero su uso por los militares sublevados había llevado a las Cortes de la República a la creación en mayo de 1937 de la Placa Laureada de Madrid, que fue escasamente concedida solo a altos mandos. Como condecoración, las reglas del blasón indicaban que el emblema de la cruz laureada debía ser representado como ornamento exterior en el escudo de Navarra. La Diputación encargó un informe al jefe del Archivo de Navarra y al rey de Armas de Navarra, sobre la forma de adaptar la laureada al escudo y resolvió en sesión de 14 de diciembre, que «(...) correspondía acolar a su secular escudo la cruz de gules (roja) de sus cuatro espadas y rodearle de la corona de laurel de sínople (verde).», incorporando un dibujo, que también se incluyó en el Boletín Oficial de la Provincia de Navarra del 17 de diciembre.
En 1939, terminada la guerra y coincidiendo con la simbólica fecha del 18 de julio, un nuevo decreto otorgó la misma distinción a la ciudad de Valladolid por lo que ambas entidades mostrarían escudos acolados con la laureada de manera oficial durante el régimen franquista (1939-1975) apareciendo también, en el caso de Navarra como símbolo oficial de la Diputación Foral, en sus banderas.

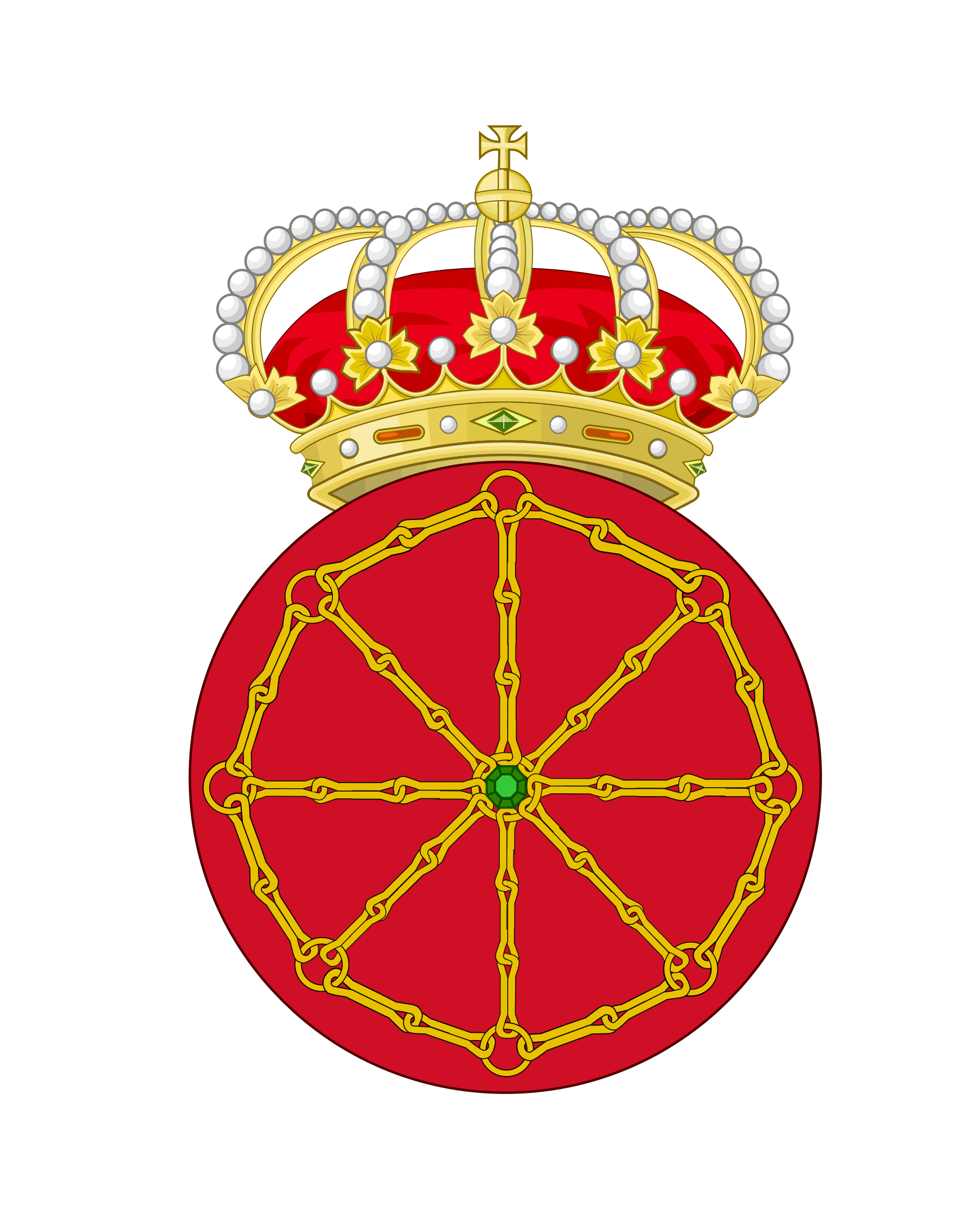
Variación circular del Escudo Constitucional

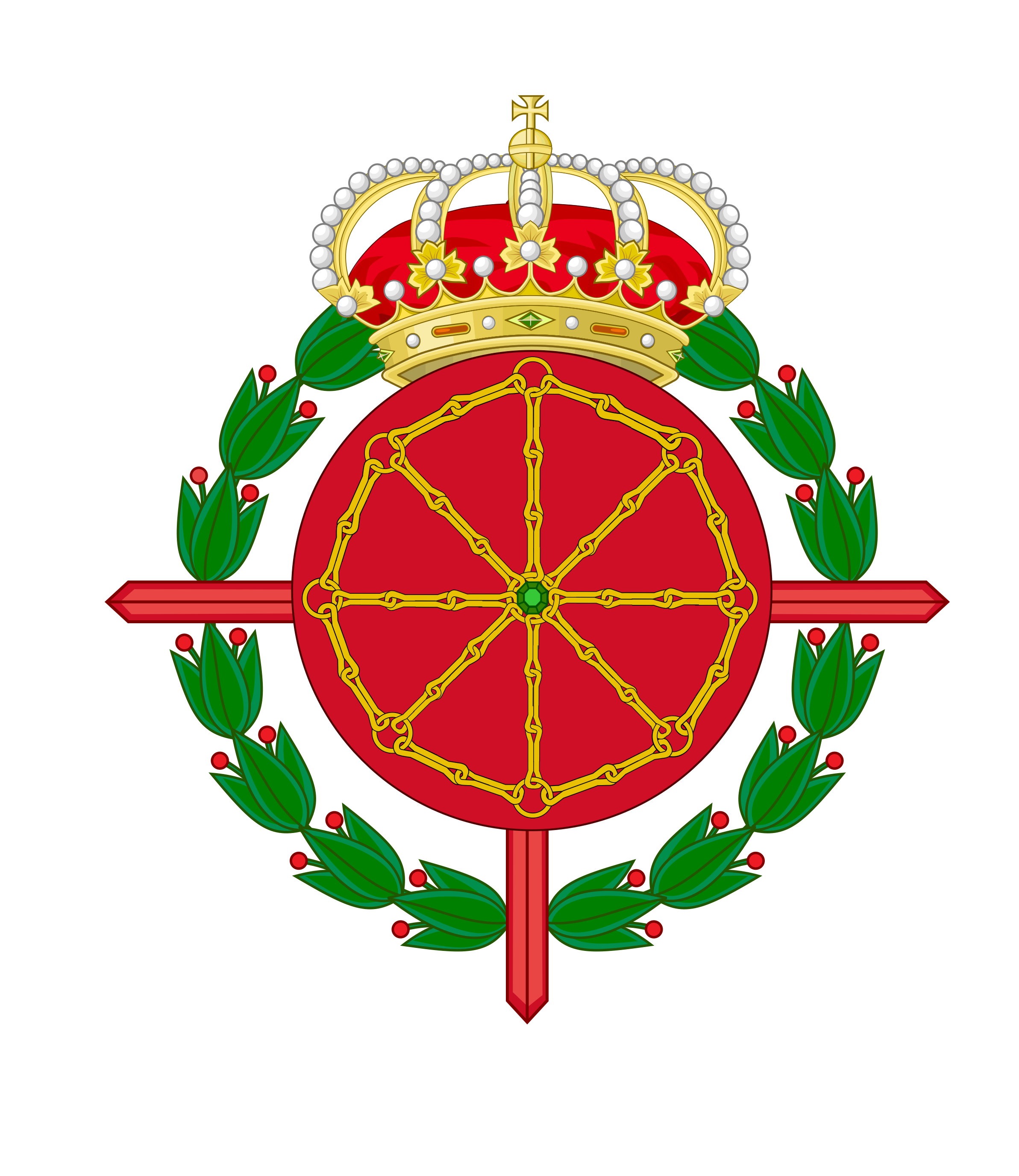
Variación circular del Escudo con la Cruz Laureada de San Fernando

El final de la dictadura y el avance en los derechos de expresión durante la Transición pusieron en evidencia el grado de división en la opinión pública hacia el uso del emblema de la laureada en el escudo de Navarra pues éste era rechazado por una parte de la misma que había terminado por asociarlo con el régimen o con sus orígenes. Así, en los meses anteriores a la aprobación de la Constitución Española de 1978, los medios de comunicación se hicieron eco de la exhibición de banderas «sin la laureada», usualmente junto con la «ikurriña», en jornadas de reivindicación como la del 9 de diciembre de 1977 en Pamplona, o los de la presencia de «laureadas», en actos como el de protesta contra un atentado de ETA en mayo de 1978. La reunión del 4 de noviembre de 1978 del Consejo Parlamentario de Navarra, organismo transitorio formado por representantes de UCD, el PNV y PSOE, resultó crucial para la cuestión del escudo de Navarra que había trascendido al debate político al cruzarse la reclamaciones para la retirada de la «laureada» junto con la publicidad de los planes del Consejo General Vasco para recuperar el antiguo emblema del Laurak-bat. En aquella sesión fueron presentadas, por una parte, una solicitud para requerir a la Diputación que adoptase (...) el acuerdo de sustraer del escudo de Navarra la laureada de San Fernando, como símbolo de la nueva democracia y de la reconciliación que la misma nos ha traído, y por otra parte, la de exigir al Consejo General Vasco que retire el escudo de Navarra del aprobado por el citado organismo, por carecer de competencia para ello, ya que no solo contraviene la legalidad vigente, sino la propia normativa constitucional en trámite de aprobación. Instar a la Diputación Foral de Navarra para que ejercite cuantas acciones legales estén a su alcance, a fin de que quede sin efecto el referido acuerdo del Consejo General Vasco.
Estas propuestas quedarían concretadas poco tiempo después, una vez aprobada por las Cortes la Constitución y reconocido el derecho a las comunidades autónomas a regular sobre sus propios símbolos.

### 1981: legislación democrática para el escudo de Navarra

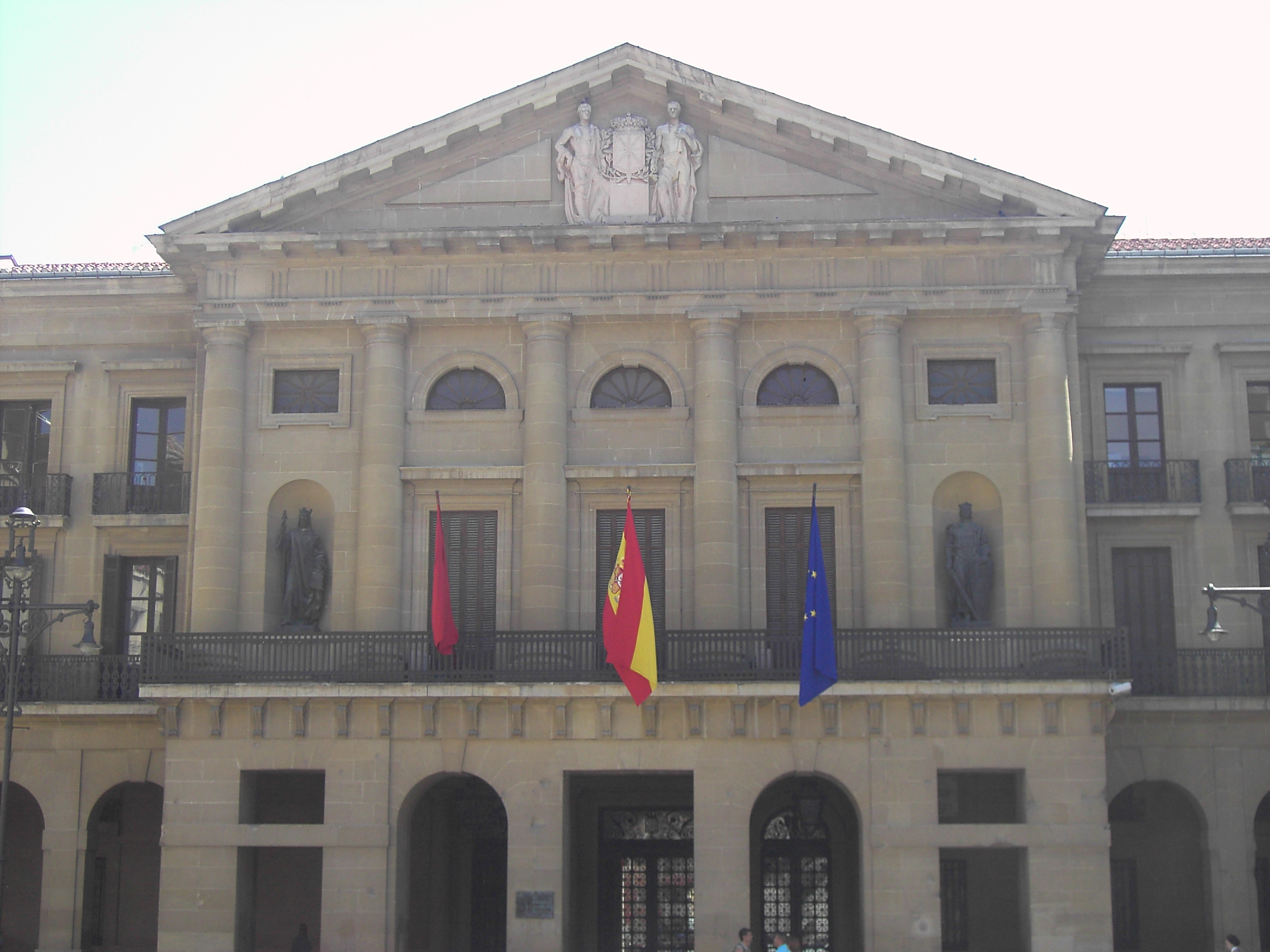
Palacio de Navarra, sede del Gobierno de Navarra, su planta noble albergó el Parlamento Foral de Navarra entre 1979 y 1983 La fachada que da al Paseo de Sarasate es obra de José de Nagusía. Las esculturas colocadas en las hornacinas desde 1951 pertenecen a Fructuoso Orduna y representan a Sancho VII el Fuerte y Sancho el Mayor. Además, esta fachada está rematada por un grupo escultórico, también de Orduna, que incluye el escudo de Navarra flanqueado por dos hombres: un montañés y un ribero.

La ratificación de la Constitución española de 1978 por referéndum el 6 de diciembre de 1978 supuso el reconocimiento de las comunidades autónomas y el derecho de éstas a regular sus propios símbolos. Quedó así abierto el camino para que las instituciones legislativas de Navarra, en proceso de democratización, contemplasen los acuerdos que sobre el escudo se adoptaron en la sesión del Consejo de noviembre y que a lo largo de un polémico y prolongado proceso, resolvieron la recuperación del modelo de escudo vigente con anterioridad a 1931.
A finales de enero de 1979 se estableció el Parlamento Foral de Navarra, precedente a su vez del definitivo Parlamento de Navarra, con la principal misión de revisar el Amejoramiento del Fuero que seguía siendo su estatuto autonómico desde 1841. Una vez constituido el Parlamento Foral tras las elecciones del 3 de abril de 1979, en las cuales alcanzaron una mayoría los diputados representantes de los partidos de izquierda y nacionalistas vascos, el consenso alcanzado en la sesión del Consejo no prevaleció y a finales de abril se manifestó la oposición de los puntos de vista de las fuerzas políticas parlamentarias respecto a la regulación del escudo. Por una parte, la posición de la izquierda y los nacionalistas vascos quedaba resumida en palabras del diputado del PSOE Gabriel Urralburu: la Laureada debe desaparecer del escudo de Navarra, para eliminar los residuos de la guerra civil; mientras que para los representantes de UCD y UPN, encabezados por Jaime Ignacio del Burgo, también diputado y Presidente de la Diputación de Navarra, consideraban que no debía modificarse y abogaban a favor de una «amnistía» para la «laureada».
A finales de agosto de 1979, la mesa interina del Parlamento Foral de Navarra tomó en consideración la moción presentada por Herri Batasuna que proponía, entre otras medidas para la retirada de simbología pública, la eliminación del escudo de Navarra de la Cruz Laureada de San Fernando, que llevó a la Comisión de Régimen Foral a anunciar un mes más tarde, la adopción como escudo oficial de la provincia el utilizado por las antiguas cortes de Navarra, es decir, según los modelos anteriores a 1937 sin la «laureada». El acuerdo, que no contó con el voto favorable de UCD y UPN, desembocó en una polémica social cuando algunos ayuntamientos, reaccionando desfavorablemente, hicieron llamamientos para una consulta popular sobre el asunto.
El proceso legislativo siguió su rumbo y a principios de julio de 1980 el pleno del Parlamento Foral aprobó, tras una prolongada sesión que requirió el uso del voto secreto, un dictamen en el que solicitaba a la Diputación que enviara a la Cámara un proyecto de norma que contuviera una descripción del nuevo escudo y bandera de Navarra. La Diputación aprobó el proyecto de norma el 4 de octubre de 1980 mediante un texto en el que ya figuraba la descripción del escudo oficial de Navarra, formado «por cadenas de oro sobre fondo de gules, con una esmeralda en el centro de unión de los ocho brazos de eslabones y, sobre ellos, la corona real», y extendiendo en el mismo, la regulación relativa a la bandera oficial que suponía una prohibición implícita hacia el uso institucional de la «ikurriña» que por entonces era usada por numerosos ayuntamientos navarros, incluyendo el de Pamplona. Este proyecto fue finalmente remitido al Parlamento quien lo aprobaría en el pleno del 26 de octubre de 1981, esta vez contando con el voto favorable de varios diputados de UCD.
Una vez conocido el blasón, quedaba por decidir sobre el diseño concreto que lo representaría. Así, pocos días después, la Diputación Foral de Navarra, encargada de ejecutar la decisión parlamentaria, hizo público, el diseño del modelo oficial de escudo de Navarra y que supuso adoptar el diseño creado en 1910. 
El blasón fue finalmente ratificado en el Amejoramiento de Navarra, equivalente al Estatuto de Autonomía, y aprobado por las Cortes españolas mediante Ley Orgánica 13/82 de 10 de agosto (BOE de 16 de agosto de 1982), no sin despertar dos controvertidos procesos entre instituciones a nivel nacional, una de las cuales hubo de ser resuelta por el Tribunal Supremo.

#### Controversia sobre la «Laureada» y dictamen del Consejo de Estado

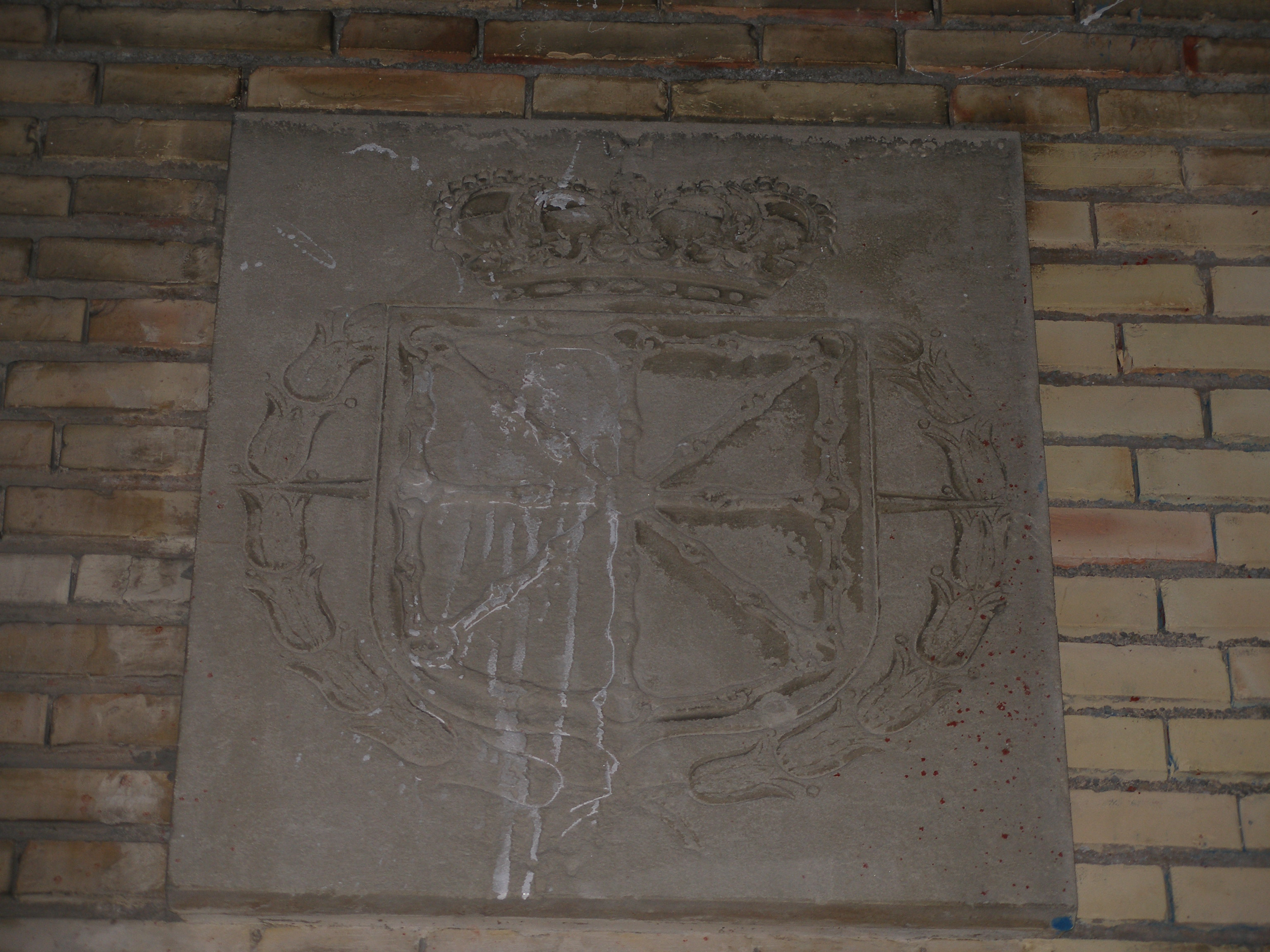
Escudo de Navarra «laureado», según la simbología establecida en 1937, y que se conserva en la fachada del Conservatorio navarro Pablo Sarasate. En la imagen tomada en 2007, se aprecian restos de la limpieza del vandalismo hacia este tipo de símbolos, cuya regulación en los años 1980 centró una viva controversia política y social, y cuya presencia es todavía rechazada por algunos sectores.

El acuerdo del Parlamento Foral adoptado el 26 de octubre de 1981 desembocó en una controversia entre instituciones del ámbito nacional, cuando el Consejo Supremo de Justicia Militar, en su calidad de Asamblea permanente de la Real Orden de San Fernando, dirigió en febrero de 1982 un escrito al Rey Juan Carlos I, Soberano de la Real Orden, y al Gobierno de la nación, en el que se pedía la anulación este acuerdo parlamentario por considerar (...) la supresión de la laureada como un menosprecio a esta condecoración, a su soberano (el Rey) y a la institución militar además de interpretar que carecía de validez por infringir (...) el artículo 9.3 de la Constitución y por vulnerar lo dispuesto en el decreto de noviembre de 1937, por el que se concedió a Navarra la condecoración. El Gobierno elevó en consecuencia una consulta al Consejo de Estado, que llevó a la Comisión Permanente del Parlamento Foral de Navarra, el 2 de agosto de 1982, a preparar un texto en defensa del acuerdo parlamentario en el que se aclaraba que la interpretación oficial de la Norma, que define el escudo oficial de Navarra no implicaba la renuncia a dicha condecoración.
Finalmente, la Comisión Permanente del Consejo de Estado emitió un dictamen no vinculante relativo a la norma foral, el 4 de noviembre que manifestaba que, puesto que Navarra nunca habían renunciado a la Cruz Laureada de San Fernando, no se había producido derogación del Decreto 411/1937 y, consecuentemente, era (...) un hecho indudable que Navarra continúa ostentando la Cruz Laureada de San Fernando por lo que no se prohíbe de ningún modo que quien tenga derecho al uso del escudo de Navarra, pueda incorporar al mismo, como ornamento complementario, el emblema de tan alta recompensa.
En palabras de algunos autores, «la bandera de Navarra (...) volvería a recobrar el carácter simbólico plural del que hizo gala desde su mismo nacimiento "oficial"».

#### Contencioso con el Gobierno Vasco
En 1978 el entonces Consejo General del País Vasco (órgano preautonómico), adoptó como emblema el denominado Laurak Bat, un escudo cuartelado, formado por los cuarteles de Álava, Guipúzcoa, Vizcaya y Navarra e inventando durante el siglo XIX. La inclusión sin autorización de las armas de Navarra, en uno de sus cuarteles, generó el rechazo al mismo por la entonces Diputación Foral de Navarra, argumentando que dicha inclusión invade el ámbito competencial de Navarra y ante la negativa del Gobierno Vasco a retirar las cadenas de su escudo, sosteniendo que el derecho a utilizar las cadenas no es exclusivo de Navarra; la Diputación Foral puso el caso en manos de los tribunales y el Tribunal Constitucional ordenó su retirada, mediante la Sentencia TC 94/1985 (ST 94/1985) permaneciendo desde entonces vacío ese cuartel a pesar de los intentos del Gobierno Vasco por desautorizar a la Diputación Foral de Navarra como órgano competente para la defensa de sus símbolos y que era «Navarra en dicho momento sólo una provincia» que no estaba legitimida «para plantear un conflicto de competencia frente a una Comunidad Autónoma».

Emblema conocido como Zazpiak bat creado por Jean Jaurgain en el siglo XIX para las “Grandes Fêtes Internationales du Pays Basque”[62] (agosto de 1892).
Emblema moderno de Laurak bat, escudo oficial del Gobierno Vasco en los periodos 1936-1937 y 1978-1985
Escudo oficial del País Vasco, modificado tras el contencioso administrativo con el Gobierno de Navarra.

Colateralmente, esta sentencia tuvo otra transcendencia como fue el cambio de la doctrina constitucional sobre los derechos históricos de los territorios forales, de la negación al reconocimiento del «carácter constitucional de los derechos históricos» que sirve para justificar «la constitucionalidad de la previsión específica para Navarra contenida en la disposición transitoria quinta de la Ley Orgánica del Tribunal Constitucional» (LOTC). En dicha disposición, específica para el caso de Navarra, se reconocía «la legitimación para suscitar los conflictos previstos en el artículo segundo, uno, c), y para promover el recurso de inconstitucionalidad que el artículo treinta y dos [de la mencionanda LOTC] confiere a los órganos de las Comunidades Autónomas se entenderá conferida a la Diputación y al Parlamento Foral de Navarra.» También significaba «la STC 94/1985, fundamento jurídico 6.º que la atribución por los Estatutos de Autonomía, en este caso, por la LORAFNA, de una determinada competencia supone en ocasiones el reconocimiento y actualización de un derecho histórico.» Es decir:

El concepto de derecho histórico empleado por la Disposición adicional primera de la Constitución y la LORAFNA apela, entre otras cosas, a un cierto contenido competencial que vendría siendo ejercido de forma continuada por la Institución Foral y reconocido por el Estado.

## Regulaciones en elsigloXXI
Varias regulaciones posteriores a la establecida en el Amejoramiento se han sucedido sin que haya habido modificación significativa del blasón. En 1986, fue aprobada la Ley Foral 7/1986, de 28 de mayo, reguladora de los Símbolos de Navarra, que fue sustituida por la Ley Foral 24/2003, de 4 de abril, de Símbolos de Navarra, la cual a su vez desaparece con la Ley Foral 3/2017, de 6 de abril, por la que se deroga la Ley Foral 24/2003, de 4 de abril, de Símbolos de Navarra, y que no establece otra regulación que desarrolle las prescripciones del Amejoramiento del Fuero.

Reproducción de un original de lámina heráldica en el Libro de la Armería del Reino de Navarra, un armorial del siglo XVI.

## Difusión
Las armas de Navarra originalmente empleadas por sus reyes, se fueron propagando por sus herederos y por donaciones a personas ajenas, como símbolo de adopción de la familia del rey. También aparecerán en escudos de villas en principio por concesión regia que más tarde se generalizará en la heráldica Navarra. Además estas armas están presentes en los escudos de algunos municipios fuera de Navarra y también están presentes en los símbolos de otras instituciones. 

### Descendientes de la familia real navarra

Escudo de la casa de Beaumont y Navarra, condes de Lerín. Algunos de sus miembros fueron Condestables de Navarra, integrándose más tarde en los títulos de la casa de Alba. Es un ejemplo de variante del escudo cuartelado de la casa real de Navarra y Evreux, empleado por sus descendientes. En este caso se sustituye la señal de Evreux, por una composición geométrica llamada losanjado, empleando los colores azul y amarillo.

Una característica fundamental para el desarrollo del sistema heráldico fue su capacidad de combinación de emblemas de distinta procedencia. En Francia, Inglaterra y otros lugares de Europa, fue común mantener las armas plenas añadiendo algún elemento menor diferenciador o brisura. En Castilla, donde surgió la composición conocida como cuartelado, la costumbre dentro de la casa real fue la de modificar el cuartelado de Castilla y León, sustituyendo la figura de uno de estos cuarteles, u ordenando ambos de forma distinta.
En Navarra, que geográficamente está más cerca de Castilla, pero dinásticamente más vinculada al área cultural francesa, los descendientes de la familia real adoptaron señales propias combinando ambos procedimientos.
Los matrimonios de las infantas navarras difundieron combinaciones con las armas de Navarra por toda Europa.
Los descendientes de Felipe de Évreux y JuanaII siguieron en razón de su origen diferenciando sus armas con las características del área clásica. Los reyes llevaban un cuartelado de Navarra-Evreux, dando prioridad a las armas navarras que eran las que le daban la dignidad regia heredada. El futuro Carlos III siendo infante primogénito utilizaba para diferencias sus armas personales, un lambel de tres pendientes de plata. Sus tíos Luis conde de Beaumont y Felipe, conde de Longueville utilizaron una bordura llana y un lambel respectivamente. Su hermano Pedro conde de Mortain, añadiría una bordura de plata que en un principio será agrelada pero más adelante será llana.
Los hijos ilegítimos de la realeza (bastardos) en los siglos XIII al XV tenían derecho también a usar las armas regias modificadas. En el área clásica en este caso lo habitual era, reducir las armas del linaje paterno a solo una parte del escudo, rellenando el resto con otros elementos o dejando estos en blanco. En Navarra vemos alguna diferencia de este tipo en el linaje de los Enríquez o en el de los Beaumont, aunque estas personas estuvieron menos influidas por las costumbres francesas y siguieron el modelo castellano, tomando el cuartelado Navarra-Evreux en el cual cambiaron estas últimas armas por piezas geométricas, con los colores de Francia, azur y oro. En otros casos se cuartelaban las armas de Navarra con los de otras familias.

#### Concesiones a particulares

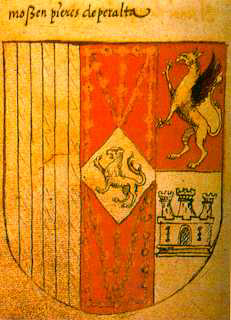
Escudo de mosen Pierres de Peralta, recogido en el Libro de Armería del Reino de Navarra, Al escudo familiar, un grifo Carlos III le concedió un mantelado con las armas de Navarra. Posteriormente a su hijo durante la Guerra Civil de Navarra, Juan II le aumento las armas plenas de un cuarto a la mitad y además se incorporaron las armas de Aragón, Castilla y León.

A lo largo del siglo XV los reyes de Navarra concedieron armas reales a personas muy allegadas o a quienes habían prestado servicios valiosos. Un buen ejemplo de ello es la concesión a mosén Pierres de Peralta por Carlos II de Navarra, que al grifo ya usado por su familia, le añadió un mantelado con las cadenas de Navarra. Las concesiones llegaron hasta eclesiásticos como el obispo de Pamplona, Sancho Sánchez de Oteiza el cual portaba las cadenas sobre una cruz de gules cantonada de estrellas.
Aparte de las concesiones documentadas o presumibles, existen varios linajes navarros que portan las cadenas en sus escudos por otras razones diversas. Entre las concesiones legendarias, destacan las que tienen su origen en una supuesta participación en la Batalla de las Navas de Tolosa. Un ejemplo de esto es el escudo de los Zúñiga, cuya bordura con cadenas se le quiere dar este origen. Esto fue frecuente al final de la Edad Media, cuando se expandió la idea de las armas «ganadas» en hazañas bélicas. Otros linajes castellanos añadieron a sus escudos cadenas, que pretendían haber obtenido en esa batalla. Linajes como los Mendoza y los Muñoz, con cadenas en orla o los Otazo e Irrazabal con cadenas en banda. También son muchos los que en época moderna han incorporado de un modo u otro las armas de Navarra en sus escudos.

## Regulación y uso

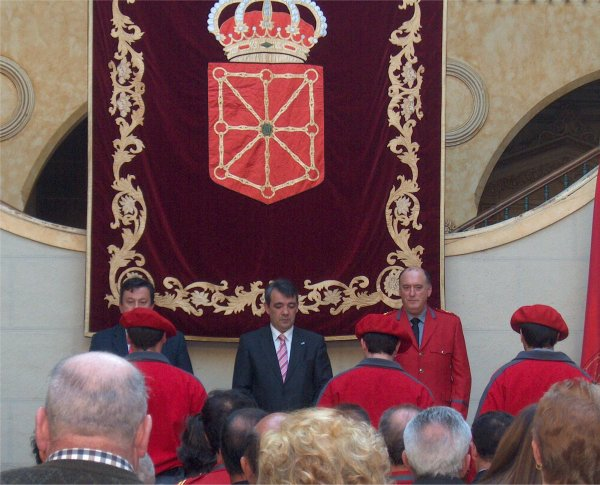
Escudo de Navarra en un repostero presidiendo un acto de la Policía Foral de Navarra. El diseño tradicional según los cánones heráldicos se emplea en actos oficiales de protocolo o de significativa representación.

El escudo de Navarra tenía regulado su uso en la Ley Foral 24/2003, de 4 de abril, de Símbolos de Navarra, que señalaba que este o su logotipo debían figurar, además de integrado en la bandera de Navarra, en:
- Los despachos de autoridades y salas de reunión de los inmuebles sedes de las Instituciones de la Comunidad Foral.
- Los vehículos del Parque de Automóviles de las Instituciones de la Comunidad Foral.
- Los diplomas, certificados o títulos de cualquier clase, expedidos por autoridades representativas de las Instituciones de la Comunidad Foral.
- Los documentos, impresos, sellos y membretes de uso oficial en las Instituciones de la Comunidad Foral.
- Las publicaciones y anuncios oficiales de las Instituciones de la Comunidad Foral.
- Los distintivos oficiales utilizados por las autoridades representativas de las Instituciones de la Comunidad Foral.
- Los lugares u objetos de uso oficial que por su carácter especialmente representativo así se determine.
- Los demás casos en que reglamentariamente se establezca por el Gobierno de Navarra.

Esta regulación ha quedado eliminada por la Ley Foral 3/2017, de 6 de abril, por la que se deroga la Ley Foral 24/2003, de 4 de abril, de Símbolos de Navarra, y que no establece otra en su lugar. No obstante, en la práctica se mantienen esos mismos usos.

## Heráldica y diseño

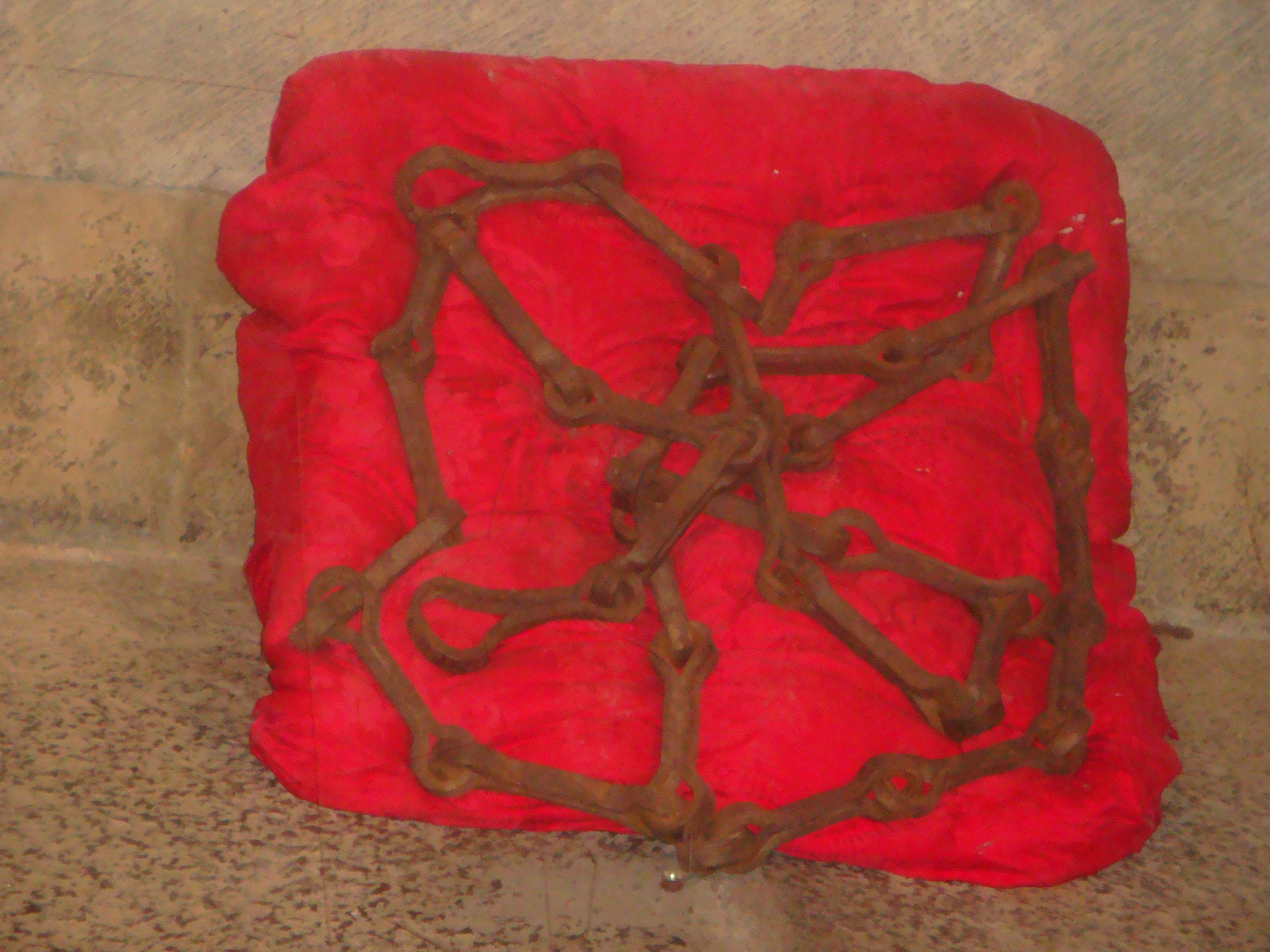
Cadenas de Navarra depositadas en la colegiata de Roncesvalles que sirvieron de inspiración para formar el escudo de Navarra.

Los emblemas heráldicos pueden entenderse como la reproducción de signos gráficos contenidos dentro de un contorno, generalmente en forma de escudo y cuya descripción es conocida como blasón, esencia misma del propio emblema, junto con la de diversos elementos exteriores a ese contorno. En el caso del escudo de Navarra, su blasón oficial se corresponde con el adoptado por sus más antiguas instituciones que a su vez, lo tomaron del emblema de sus antiguos soberanos. Este blasón ha permanecido inalterado durante siglos, a diferencia de los elementos exteriores que lo han acompañado. El blasón de Navarra es una composición heráldica sencilla, entendida como formada por un campo llano, sin partición, y que carga un mueble o figura característica. Esta figura es la de una cadena compuesta por eslabones que son dispuestos en forma de cruz, aspa y orla, llevando en su punto de unión o centro, la representación de una esmeralda.
Esta figura se representó de distintas maneras: barras, esferillas y por último cadenas formadas por eslabones. En 1910 la Diputación Foral decidió fijar un diseño y aprobó uno específico para su uso oficial. Posteriormente se usaron oficialmente diseños variados según los devenires históricos tanto de la II República, como durante el régimen de Franco hasta que en 1985 el Gobierno de Navarra confió a Domingo Aznar Magaña la actualización del diseño, inspirándose en el de 1910, con la finalidad de emplearlo en usos protocolarios y ornamentales, así como su aplicación en la bandera oficial.

Diseño aprobado por la Diputación Foral en 1910 y usado oficialmente hasta 1931.
Diseño del blasón oficializado en 1981, según la versión actualizada en 1985.

A imagen de otras instituciones ejecutivas del Estado, el Gobierno de Navarra encargó el diseño de un emblema más acorde con las tendencias estéticas simplificadas impulsadas por la adopción de la filosofía de la imagen corporativa. El escudo tradicional heráldico es entonces simplificado a formas de logotipo, con variantes a única tinta, utilizados para identificar a los departamentos y órganos dependientes.

### Heráldica oficial
| Milagro        | Petilla de Aragón |
| Villava        | Navascués         |
| Orcoyen        | Mendigorría       |
| Cinco Villas   | Mañeru            |
| Artajona       | Espronceda        |
| Cabanillas     | Irañeta           |
| Echarri-Aranaz | Huarte-Araquil    |

Muchos municipios navarros llevan el escudo de armas de Navarra ya sea en forma de armas plenas o como brisura derivada, frecuentemente en forma de orla sobre una bordura de color gules. El primer concejo en llevarlas fue el de la ciudad de Pamplona por concesión regia en 1423, así como también concedidas al valle de Larraún en 1514.
Llevan las armas de Navarra en bordura los escudos de los municipios de Tudela, Estella, Sangüesa, Olite, Tafalla, Guesálaz, iza, Berriozar, Urraúl Bajo, Azagra, Cadreita, Puente la Reina, Viana, Aguilar de Codés, Andosilla, Arbizu, Los Arcos, Barañáin, Cortes, Beriáin, Beire, Burguete, Burlada, Funes, Lecumberri y Marcilla. 
Otros en cambio las llevan de forma completa (de gules y cadenas de oro dispuestas en orla, cruz y sotuer con una esmeralda en el centro), en alguno de sus cuarteles como son los casos de Villava, Irañeta, Milagro, Las cinco Villas (Vera de Bidasoa, Yanci, Lesaca, Echalar y Aranaz), Cabanillas, Mendigorría, Petilla de Aragón, Artajona, Navascués, Echarri-Aranaz, Espronceda, Huarte-Araquil (solo en aspa) y Mañeru. También hay municipios que tienen o han tenido por escudo las armas de Navarra, como Tulebras, Pueyo, Lerga, Iguzquiza y Bargota, diferenciándose de este mediante la ausencia de la esmeralda en el centro.
Fuera de Navarra, también aparecen las cadenas en la heráldica del municipio de Abusejo en la provincia de Salamanca, ocupando el cuartel inferior del cuartelado en aspa del escudo y en el municipio de Los Huertos, en Segovia.
En Francia, son varias las villas y comunas que llevan en sus emblemas las armas de Navarra. En el departamento de Pirineos Atlánticos, en cuyo escudo aparece el emblema navarro por ser símbolo del territorio histórico de la Baja Navarra, la ciudad de Saint-Palais usa las armas enteras de Navarra. Por su parte Yerres, en el departamento de Essonne en las proximidades de París usa un partido de Francia y Navarra. Pampelonne en la región francesa de Mediodía-Pirineos y Pamplona en Colombia usan también las cadenas de Navarra, en el último caso, como recuerdo a su fundación durante el periodo colonial.
| Gan          | San Juan de Pie de Puerto |  |
| Saint-Palais | Yerres                    |  |
| Pampelonne   | Saint-Florentin           |  |

### Heráldica oficial de otras corporaciones
La figura heráldica representativa de Navarra está asociada también a los emblemas de diversas corporaciones e instituciones, como las de varias universidades.

## Investigaciones sobre el origen del escudo
Las dudas en torno a qué era en realidad lo representado en el escudo de Navarra arrancan ya del siglo XVII. El historiador, jurista y poeta suletino Arnaud Oihenart, en su obra, Notitia Ultriusque Vasconiae, editada en París en 1667 pone en duda la doctrina sobre que las cadenas sean armas ganadas a los moros, y afirma que lo representado en el escudo es un carbunclo. Se basa en dos razones: primero, en que la figura del emblema en nada se parece a cadenas; y segundo, que la mayoría de los autores antiguos lo blasona como tal carbunclo. Sobre la figura afirma que las representaciones con eslabones no tienen más de cincuenta años, con lo que los data aproximadamente en 1587. Sobre los autores afirma que solo el Príncipe de Viana menciona las cadenas, mientras que muchos más y más antiguos, cuyos testimonios aporta, lo consideran carbunclo radiante, dividido con esferillas y el centro verde. Estas afirmaciones generaron una controversia dentro de Navarra, teniendo en cuenta que se ponía en duda una de las tradiciones más preciadas por los navarros, en la que todos los autores hispanos coincidían. 
El Padre Moret, jesuita pamplonés y cronista oficial de Navarra, en su obra Investigaciones Históricas de las Antigüedades del Reyno de Navarra, defendió, la historia de las cadenas e incluso pretendió haber convencido a Oihenart.[cita requerida] Argumenta que hay dos formas de representarse las cadenas:

una más vulgas, mediante enlace de eslabones y otra rematando los encajes de los hierros lisos en ciertos nudos globosos que por dentro tienen su engarce y por fuera parecen globillos o esferillas del todo macizas

Y atribuye el error de los autores extranjeros a la ignorancia del «alma de la empresa». 
Ninguna de estas dos tesis hallaron eco en historiadores posteriores de España, pero en Francia, heraldistas como Sainte Marthe, prosiguieron defendiendo el blasonado inicial del escudo navarro.

### Investigaciones recientes
La bibliografía sobre el escudo de Navarra ha sufrido un cambio radical en los últimos años, como puede verse en libros como Signos de identidad histórica para Navarra, obra publicada en 1996 y dirigida por A. Martín Duque que incluye capítulos de Faustino Menéndez Pidal y Navascués referentes a esta cuestión, El escudo de armas de Navarra, publicado en 2000 o Emblemas reales del águila a las cadenas, publicada en 1991, todos ellos del mismo autor. También este autor tiene otras obras algunas de ellas anteriores, donde se trata este tema de forma más pormenorizada, como por ejemplo Armas e Trófeus, publicado en 1963.